# Wasserspiele Hellbrunn

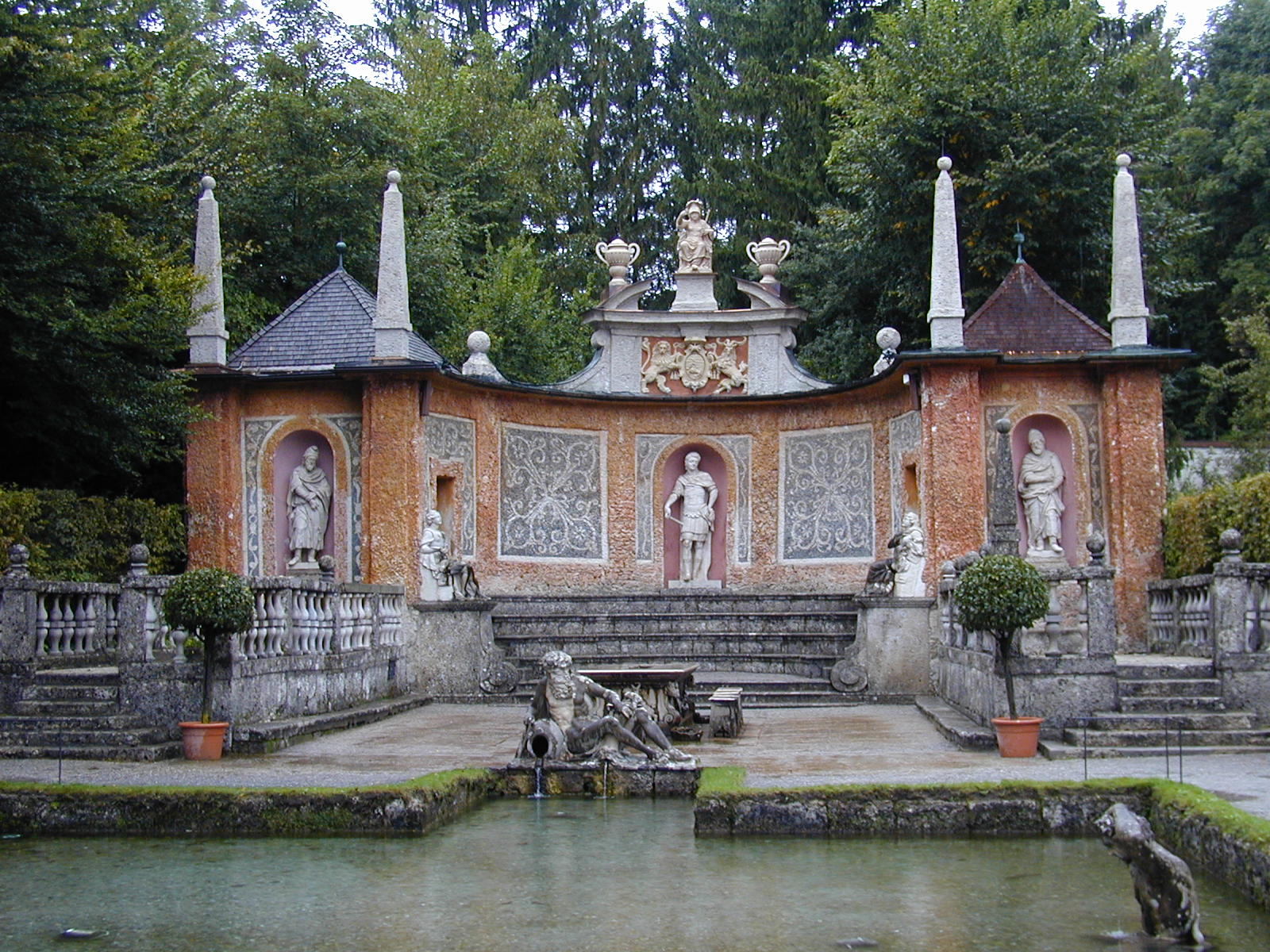
Das Theatrum der Wasserspiele Hellbrunn

Die Wasserspiele Hellbrunn befinden sich im Schlosspark von Hellbrunn am südlichen Stadtrand der Stadt Salzburg. Sie sind die weltweit besterhaltenen Wasserspiele der Zeit der späten Renaissance bzw. des Manierismus. Sie wurden um 1613 von Fürsterzbischof Markus Sittikus von Hohenems in Auftrag gegeben. Der Name Hellbrunn für das „Palatium beim Tiergarten“ taucht erst im Dezember 1616 in den Quellen auf. Heute richtet sich das Interesse der Besucher in erster Linie auf die Wasserspiele im engeren Sinn. Auch die Gartenforschung richtet ihr Augenmerk bei den historischen Gartenanlagen zunehmend auf die Wasserscherze, Automaten und technischen Einrichtungen. Die Besucher zur Zeit Markus Sittikus' und seiner Nachfolger als Fürsterzbischöfe absolvierten aber ein sehr vielfältiges Besuchsprogramm, bei dem die Wasserspiele nur einen kleinen Teil ausmachten: Folgt man der Erzählung vom Besuch Ferdinands II. Medici 1628 dürfte die Fahrt durch den Hirschgarten mit mehr als hundert Stück Wild und der Besuch im Schloss Belvedere mit dem prächtigen Ausblick und vor allem der anschließenden Wildnis mit Kreuzweg, Kapellen und Einsiedlerbehausungen besondere Bedeutung gehabt haben. Gespeist wurde im Schloss mit dem damals nur vom Schlafgemach des Erzbischofs zugänglichen Festsaal. Über eine heute nicht für das Publikum begehbare, geheime Wendeltreppe konnte man von einem Nebenraum hinaufsteigen in den großen, die ganze Breite des Schlosses einnehmenden, Saal mit Ausblick in die Landschaft zu beiden Seiten. Der Besuch führte dann zum Steintheater und Monatsschlösschen. Höhepunkt war manchmal eine Aufführung im Steintheater, wie im Fall Ferdinands II. „Magdalena, die Büßerin“, oder eine Jagd im fürstlichen Jagdgatter. Musikalische Darbietungen boten einen wesentlichen Bestandteil jedes Empfangs. Den Abschluss bildete der Besuch im italienischen Garten mit den exotischen Pflanzen und „welschen“ Bäumchen, in der Fasanerie, bei den exotischen Vögeln und Schildkröten und im Figurengarten mit den Wasserscherzen, wobei das Fangen von Fischen mit Angel und Dreizack öfter Bestandteil des Unterhaltungsprogramms gewesen sein dürfte. Die Eintrittskarte der Salzburger Wasserspiele umfasst auch den Eintritt in das Schloss Hellbrunn mit dem Festsaal und das Monatsschlösschen. Das Gartenparterre, der Park mit dem Hellbrunner Berg und dem Steintheater sind frei zugänglich, so dass sich mit Ausnahme des Schlosses Belvedere samt Einsiedelei ein guter Eindruck der ursprünglichen Gesamtanlage gewinnen lässt.
Grotten und Teiche aus der Zeit der Renaissance wurden wie in Hellbrunn im Allgemeinen römischen Palastanlagen nachempfunden und in der Folge weiterentwickelt. Besonders war es der Palast Kaiser Neros, das „Domus aurea“, dessen Gestaltung Renaissance-Künstlern damals Vorbild wurde. Teile dieses Palastes, die „Grotten“, waren mit Gemmen und Muscheln geschmückt und im Park befanden sich große geometrische Teiche. Auch die Villa d’Este in Tivoli und andere Parkanlagen in Rom und in Norditalien waren ein Vorbild für Hellbrunn. Höhepunkt der kunstvollen Wassergärten war auch der (nur teilweise erhaltene) von Francesco de Medici erbaute Garten des Pratolino. Aber auch der ehemalige königliche Garten von Saint-Germain-en-Laye in Frankreich wies viele ähnliche Elemente auf. Die technisch immer aufwändigeren Renaissancespiele mit und durch das Wasser sollten eine göttliche Krönung der Nachahmung der Natur darstellen.
Ganz im Stil einer Villa urbana italienischer Prägung ließ der Bauherr Markus Sittikus in Anlehnung an verschiedene italienische Wasserspiele 1613 im Schlosspark von Hellbrunn neben anderen Bauten seine aufwändigen Wasserspiele errichten. Diese Wasserspiele sollten schon bald nach ihrer Errichtung weit über Salzburg hinaus Berühmtheit erlangen und wurden öfter mit den berühmten Anlagen Italiens verglichen.
Heute kann eine einst von den Wasserautomaten ausgehende Magie oft nicht in gleichem Maß wie in der Zeit der Entstehung nachvollzogen werden. Sie bleiben aber eine viel bestaunte historische Attraktion Salzburgs, die in ihrer Originalität die Besucher Salzburgs verzaubert.

## Vom Theatrum zum Sternweiher

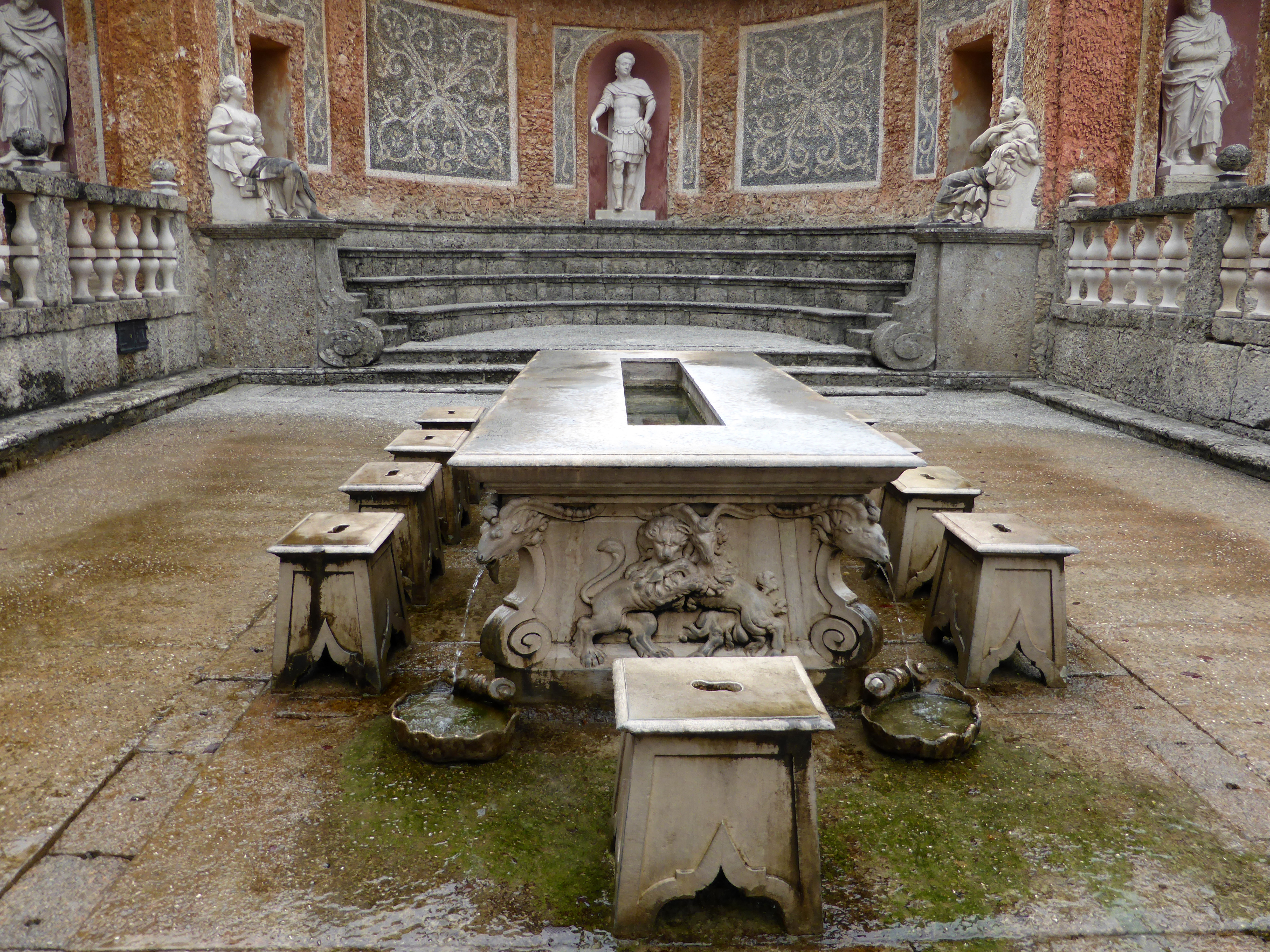
Theatrum und Fürstentisch

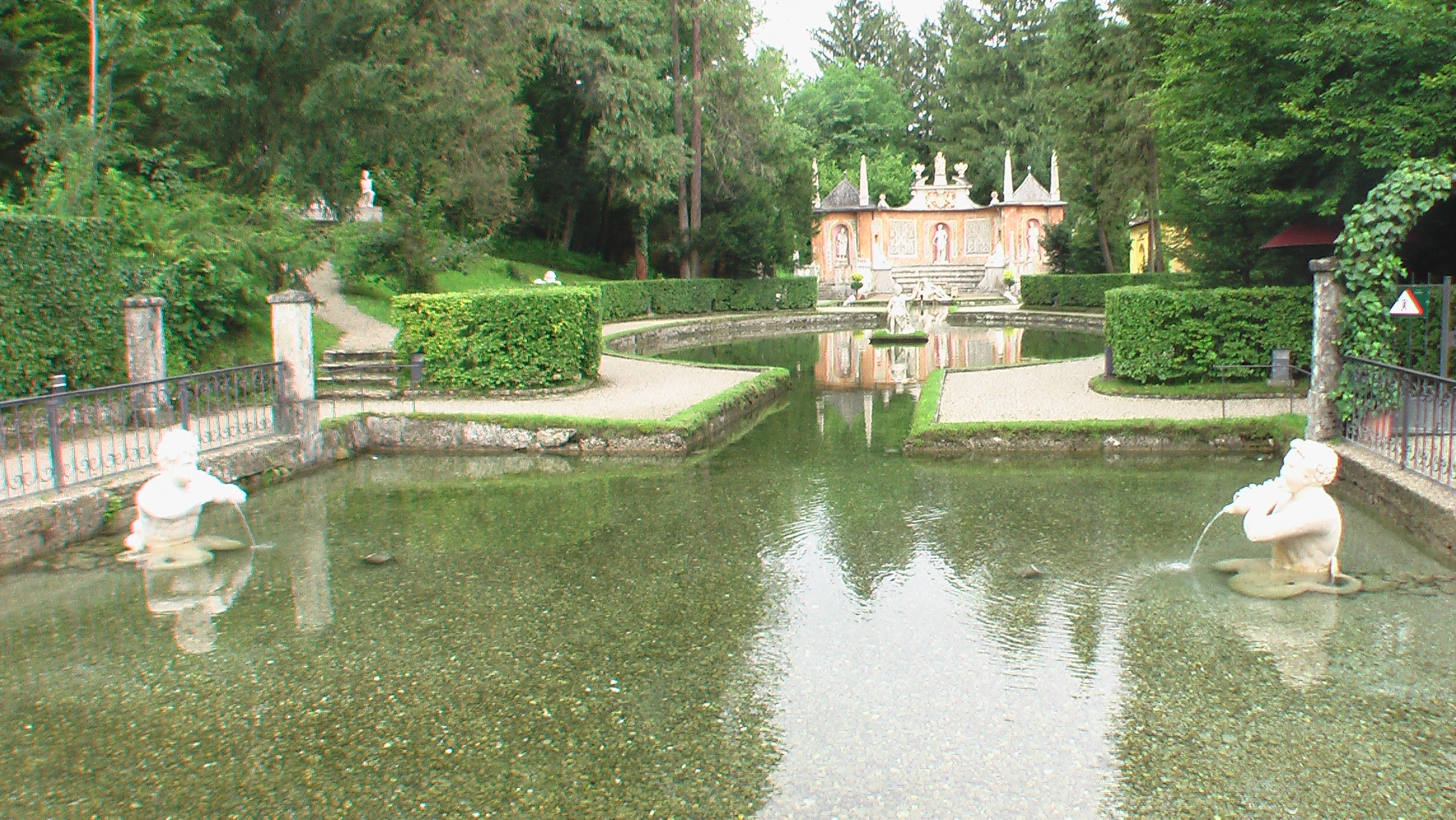
Weiher mit Tritonen, im Hintergrund Theatrum

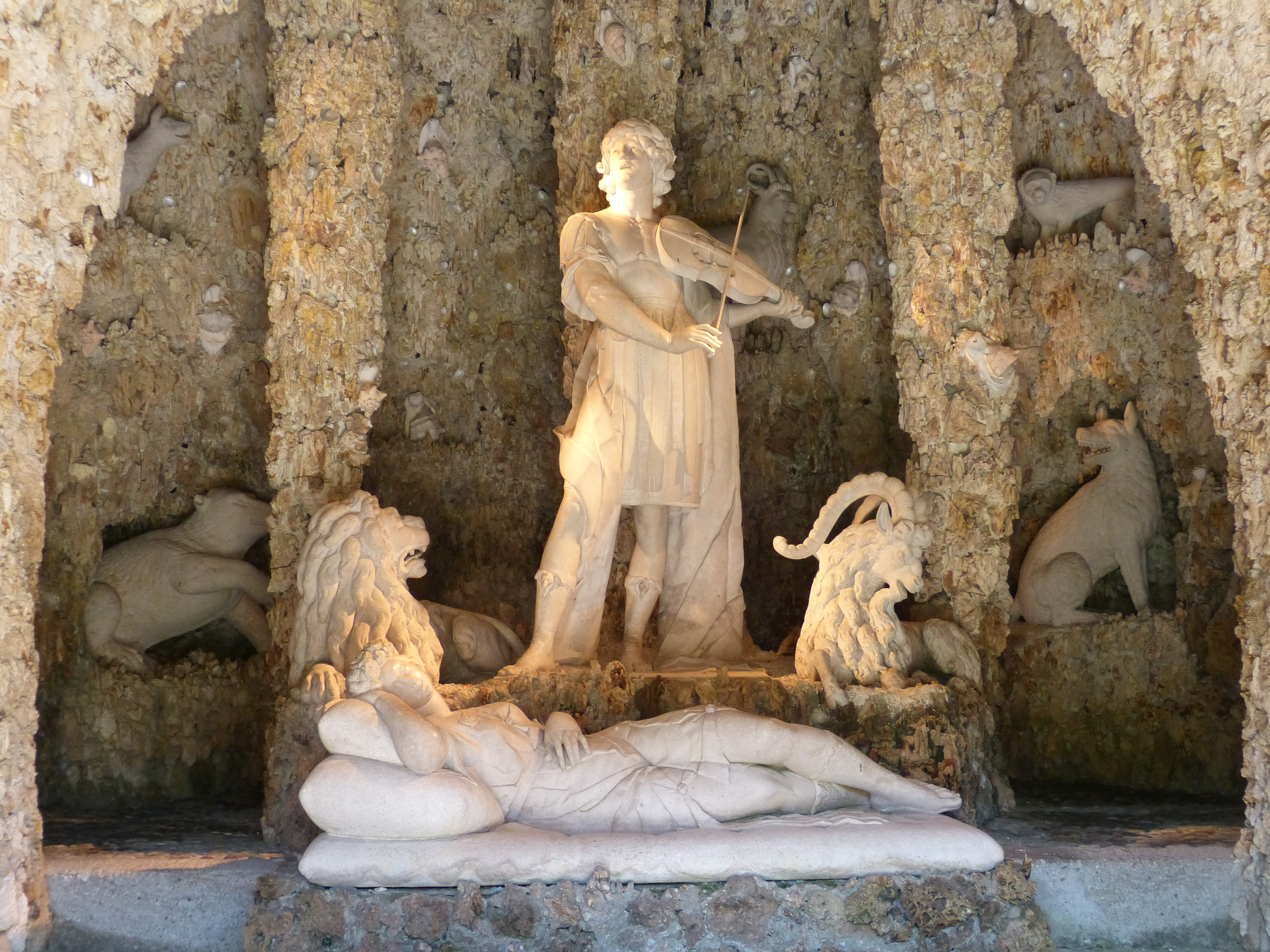
Die Orpheusgrotte

- Theatrum (Römisches Theater). Gegen Ende des 16. Jahrhunderts wurde in Italien der Typ des „Teatro delle acque“ immer beliebter, der aus randlichen Schauwänden und künstlichen Teichanlagen bestand. So wurde auch in Hellbrunn eine derartige Anlage errichtet. Der bogenförmige Wandaufbau ist mit Kieselmosaik geschmückt und durch Figurennischen gegliedert. In der Mitte des Theatrums thront über dem Prunkwappen von Markus Sittikus die „Roma victrix“, die römische Siegesgöttin. Darunter steht mittig in einer Nische eine Kaiserfigur. Diese Figur sowie die Roma victrix stammen mit hoher Wahrscheinlichkeit vom bekannten Salzburger Bildhauer Hans Waldburger. Alle sechs Statuen im Theatrum wurden nach Giovanni Battista Cavalieris Antiquarum Statuarum Urbis Romae Primus Et Secundus Liber (Rom 1585) gefertigt. Die Kaiserstatue in der Mitte entspricht nicht den Kaiserdarstellungen der römischen Antike. Während die römischen Kaiser ausnahmslos mit gelockten Haaren oder mit in die Stirn fallenden Haaren dargestellt werden, sind die Haare dieser Figur streng zurückgekämmt. Während bei den antiken Kaiserstatuen die deutlich erkennbaren Brustharnische den Oberkörper vollständig abdecken, sieht der Oberkörper bei dieser Figur mit der feinen Darstellung der einzelnen Muskeln so aus, als ob hier kein Harnisch vorhanden wäre. Diese Figur stellt Kaiser Nero oder Alexander d. Großen dar, allerdings mit einem Kopf, der stark an den von Markus Sittikus innig geliebten Neffen Jakob Hannibal II. (1595–1646) erinnert. Dieser hatte schon als Kind die Haare streng nach hinten gekämmt. Ein Gemälde des 22-jährigen Jakob Hannibal zeigt ihn noch immer mit derselben auffälligen Frisur. Während das Gesicht an Jakob Hannibal II. erinnert, ist die Pose der Statue wohl der Figur „Adonidis signum integerimum omniumque reperiuntur excellenti arteficis opus è marmore Romae in aedibus Episcopi Aquinatis“ (fol. 95) aus Cavalieris Buch von 1585 angelehnt. Die Roma vinctrix ist nach der Figur „Romae Colossus celebris in hortis Car. Cesis cui Dacia opta subest“ (fol. 19) gestaltet. Die beiden Figuren außen stellen links einen gefangenen Partherkönig „Parthorum Rex capitvus“ (fol. 30) und rechts einen gefangenen Armenierkönig „Rex Armeniae capitvus“ (fol. 31) dar. Beide Länder wurden von Alexander d. Großen militärisch eingenommen. Die beiden sitzenden Figuren stellen links Flora („Florae deae simulacrum e marmore in Vaticano viridario Romae“ (fol. 16)) und rechts eine Vesta („Vestae deae, signum, ut conijcerelicer, e marmore in Vaticano Viridario Romae“ (fol. 9)) dar, deren antike Vorbilder in den Vatikanischen Gärten standen.

- Fürstentisch: Der Marmortisch wird mit den Wappentieren Löwe und Steinbock sowie einem Schnurrelief mit Früchten geschmückt. Die sich umarmenden Wappentiere beziehen sich auf das im Festsaal geschriebene Motto „Numen vel dissita iungit“, das unter anderem mit „Göttlicher Wille vereint auch Gegensätze“ übersetzt wurde. Dieselben sich umarmenden Wappentiere sind auch an der Fassade am Salzburger Dom angebracht. Die Sitzplätze und der Tisch selbst sind Teil von verspielten Wasserscherzen, bei denen nur der Gastgeber trocken blieb. Den flüchtenden Tischgästen wurde dabei durch eine aufsteigende Wasserwand aus Bodendüsen die Flucht erschwert. In der Mitte des Tisches ist ein Becken mit fließendem Wasser zur Kühlung von Getränken eingelassen.

- Zwei rechteckige und dazwischen ein lang ovaler Teich liegen südlich des Römischen Theaters. In den Teichen tummeln sich vier Triton-Skulpturen, die aus je einer Tritonschnecke Wasser speien. Ein halb liegender Flussgott ruht im Norden der Teiche. Die Figur ist nach Giovanni Battista Cavalieris Antiquarum Statuarum Urbis Romae Primus Et Secundus Liber (Rom 1585) gefertigt und stellt „Tiberis Fluvij simulacrum e marmore excellentis artificis opus, in Vaticano Pontificum viridario Romae“ (fol. 2) dar. Auf einer rechteckigen Insel in der Mitte der Anlage sitzt eine Wassergöttin, die in der erhobenen linken Hand eine schlanke Muschel hält. Im Süden steht auf einem hohen Sockel die Statue des Bacchus. Die Figur ist nach dem „Bacchus In aedibus Farnesianis“ (fol. 77) aus G. B. Cavalieris Antiquarum Statuarum Urbis Romae Tertius Et Quartus Liber (Rom 1593) gestaltet.

- Der Weinkeller wurde 1659 von Guidobald von Thun errichtet. Das Kellergewölbe ist innen aus rohem Kalkstein gearbeitet. Es besitzt ein schmiedeeisernes Tor mit dem Prunkwappen des Erbauers Guidobald von Thun sowie zwei sitzende Hundeskulpturen seitlich neben dem Eingang. Die Hundeskulpturen erinnern an die Abbildung der Figur „Adonidis signum integerimum omniumque reperiuntur excellenti arteficis opus è marmore Romae in aedibus Episcopi Aquinatis“ (fol. 95) aus Cavalieris Buch von 1585. Adonis wird dort von einem Hund begleitet und stützt seine Hand auf den abgetrennten Schädel eines erlegten Wildschweines, das als Skulptur mit drei Frischlingen ebenfalls als Skulptur in Hellbrunn vorhanden ist.

- Die Orpheusgrotte ist ein innen fast vollständig mit tropfsteinartigem Tuff verkleideter Steinbau mit verschiedenen Marmorskulpturen. Das Portal des Grottenhauses besteht aus Konglomerat. In der Grotte spielt Orpheus auf seiner Geige den wilden Tieren (darunter auch Löwe und Steinbock) vor, diese hören zahm geworden zu. Zu Füßen Orpheus‘ liegt eine schlafende Frau, die nach dem Ablauf der Orpheus-Erzählung nicht Eurydike sein kann, da diese Jahre zuvor zum zweiten Mal in den Tartarus zurückkehren musste und Orpheus der Frauenliebe mittlerweile entsagt. Das Vorbild für die Schlafende war eine antike Figur, die 1512 im Statuenhof des vatikanischen Belvedere als Brunnenschmuck aufgestellt wurde und anschließend in Gärten und Brunnen als „schlafende Nymphe“ große Verbreitung fand.[3] Die Grotte ist zum Erhalt der meditativen Stimmung frei von Wasserspielen. Nur das gleichmäßige Rauschen des Wassers der Brunnquelle in der Grotte ist zu hören. Die Quellnymphe trägt als Medaillon um den Hals das Porträt von Markus Sittikus. Das Gerücht, dass diese Figur dadurch auf die angebliche Geliebte des Erzbischofs, Freifrau Katharina von Mabon, anspielt, besitzt keinen Realitätsbezug. Diese Grotte mit ihren kunstvoll gearbeiteten Skulpturen ist ein eigenständiges Werk, in dem Vorbilder deutlich weiter entwickelt und verfeinert werden.

- Neben der Orpheusgrotte befindet sich erhöht ein kleiner Platz mit einer Narrenfigur und zwei knienden Narrenstatuen sowie einem Knaben mit Palester.

## Sternweiher und Altemsbrunnen

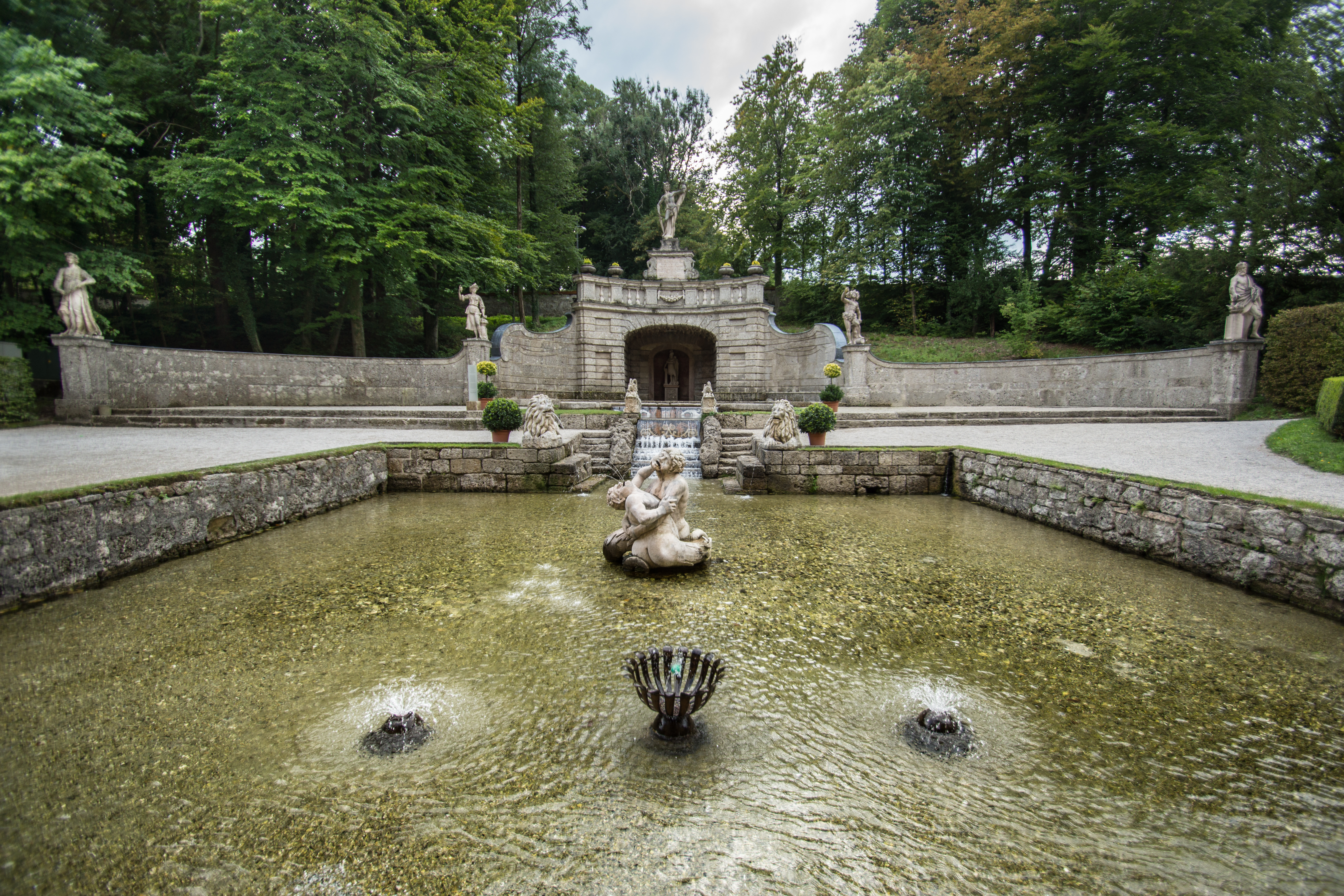
Sternweiher, im Hintergrund: Exedra

- Die Exedra: Diese randliche aus Konglomeratsteinen gefertigte Flügelmauer die halbkreisförmig den Sternweiher umgibt, besitzt mittig eine wenig tiefe Grotte mit einer Statue eines jugendlichen Helden bzw. eines römischen Jünglings mit Harnisch. Über der Grotte steht hinter einer Konglomeratbalustrade und ihren aufsitzenden Steinvasen bekrönend die Statue des Perseus. Am Rand der nach außen immer niedrigeren Flügelmauer stehen die personifizierten Statuen der vier Jahreszeiten als Zeichen der Vergänglichkeit.

- Der Sternweiher ist ein flaches Wasserbecken mit sieben sternartig ausgreifenden Zacken, aus deren Spitzen das Wasser der „Sternweiherquelle“ in das Wasserbecken sprudelt. Von dort fließt es über eine  mit Steinmosaik verkleidete Stufenkaskade erst in ein rechteckiges Becken und dann über eine höhere Mosaikstufe und vier weitere Stufen in ein großes quadratisches Becken, in dem zwei Tritone wasserspeiend miteinander ringen. Ein Wasserstrahl hebt hier eine Kugel hoch. Die obere Wasserkaskade wird von zwei das Wappen des Erzbischofs haltenden Steinböcken bewacht, die untere Kaskade von zwei wasserspeienden Löwen.

## Die Grotten im Untergeschoß des Schlosses

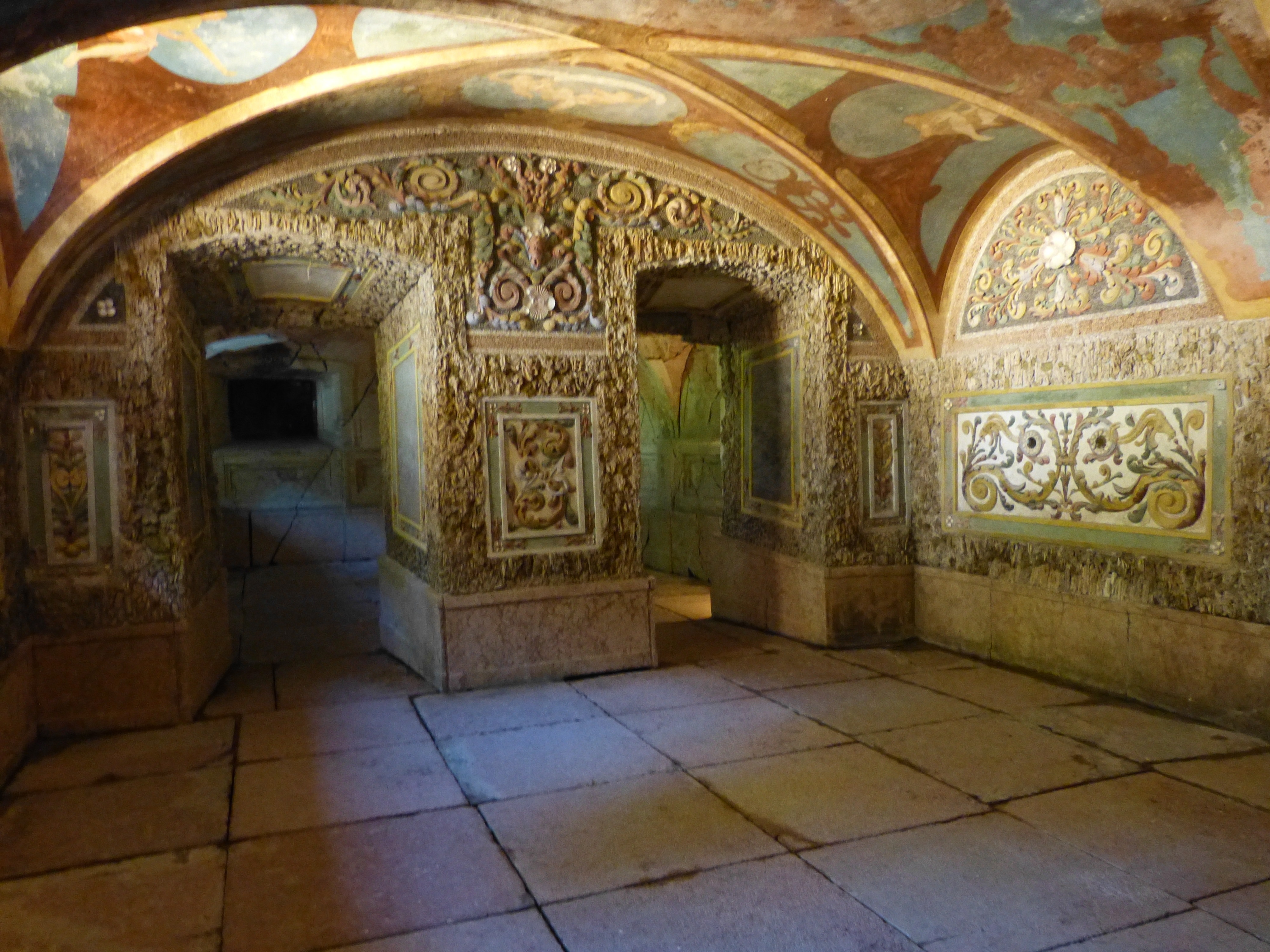
Die Ruinengrotte

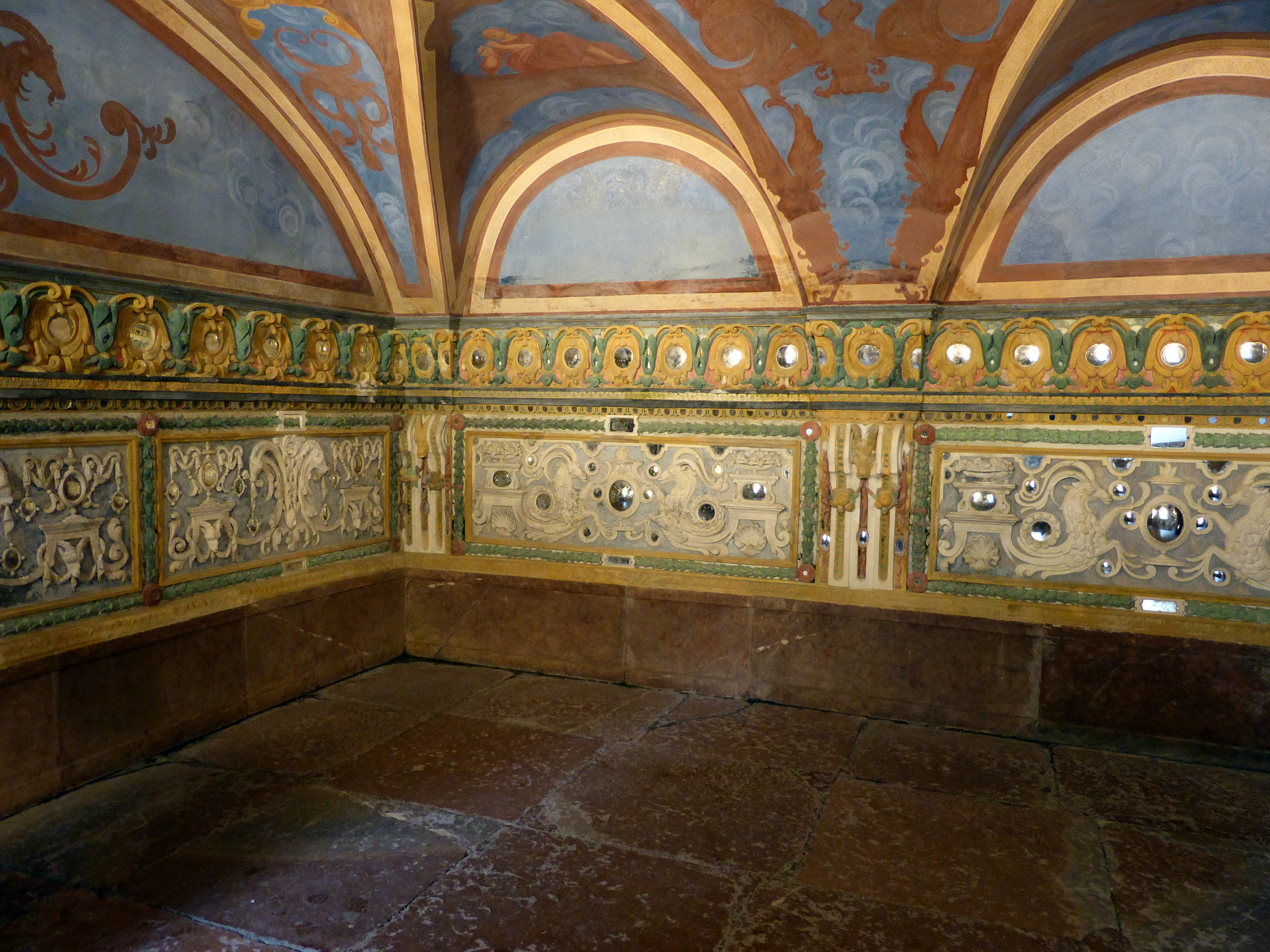
Die Spiegelgrotte

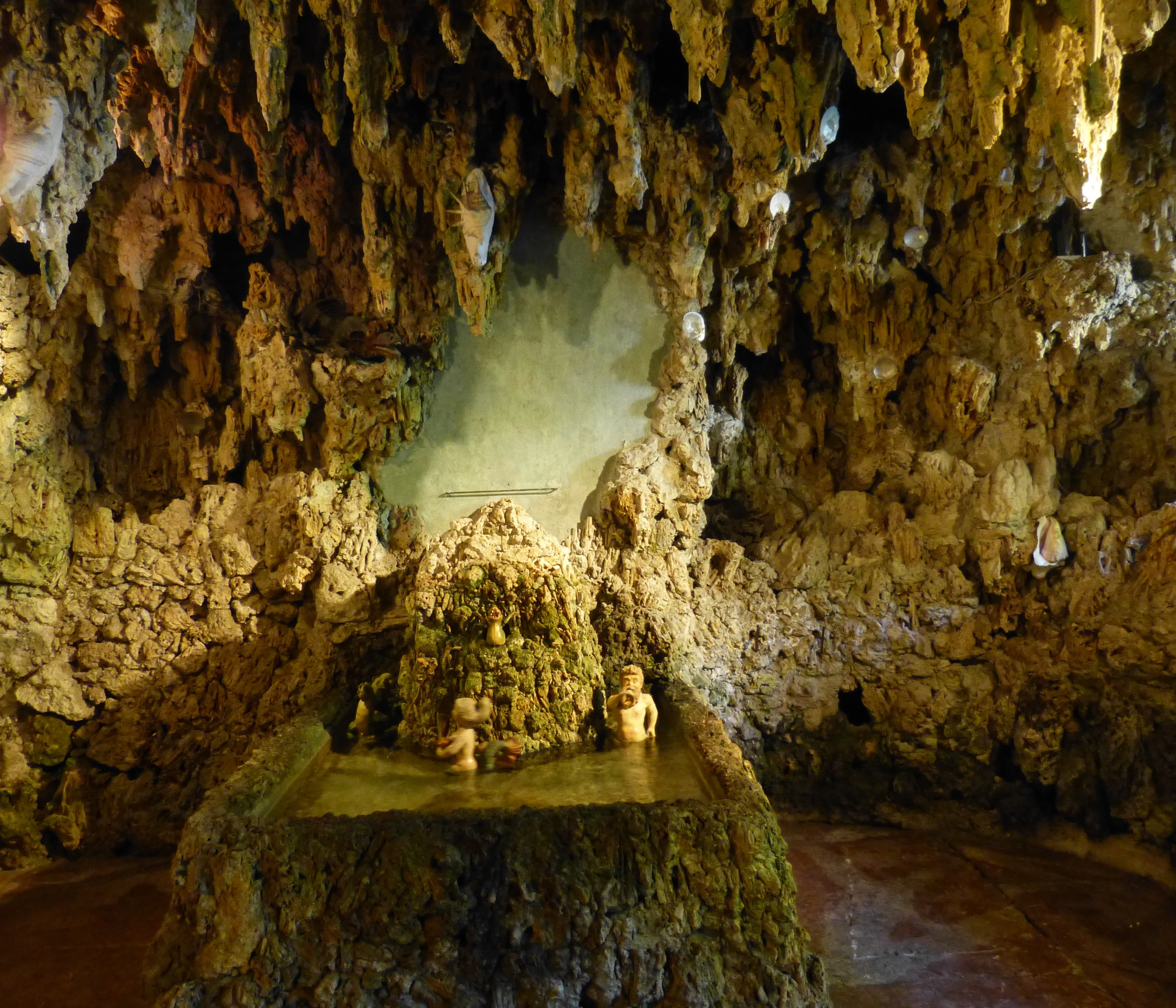
Die Vogelsanggrotte

- Die Neptungrotte (auch  Regengrotte) ist die größte und höchste Grotte im Schlossbau. Sie zeigt innen an der Stirnseite Neptun auf zwei Seepferden, einen Dreizack tragend. Seitlich zeigen sich in der Grotte geflügelte Tritonputten-Reliefs und zwei Nereidenskulpturen. Eine Besonderheit in der Grotte ist das „Germaul“, eine skurrile, aus Kupfer getriebene Fratze mit übergroßen Ohren, die stets wiederkehrend die Augen verdreht und dabei die Zunge herausstreckt. Der Schmuck der Grotte ist reichhaltig. Neben verschiedenen Stuckarbeiten sind aufwändig gestaltete muschelbesetzte Ornamente zu sehen. Der Name „Regengrotte“ leitet sich von den in der Decke angebrachten Wasserdüsen ab, die regenartig Wasser versprühen können. Auch die Geweihe der Hirsche über dem Eingangsportal der Grotte können die aus der Grotte vor dem plötzlichen Regen flüchtenden Besucher bespritzen. An der Fassade beiderseits des Einganges zur Neptungrotte sind manieristische Figuren angebracht, von denen nur die Füße und der Kopf gut zu erkennen sind, der sehr langgestreckte Körper wird mit vorstehenden Konglomeratsteinen nur angedeutet. An die Neptungrotte schließen symmetrisch angeordnet und niedriger gestaltet im Norden die Muschelgrotte sowie die Ruinengrotte und im Süden die Spiegelgrotte sowie die Vogelsanggrotte an.

- Die Muschelgrotte führt in ihrer Stuckgestaltung das Motiv der Neptungrotte mit ihrem Muschel- und Steinchendekor weiter. Felder mit Rankenwerk, Steinbockköpfen und Obstdekor wechseln mit Tuffflächen. Die Deckenfresken sind nach einer Deckengestaltung von Arthurs Sühs 1955 auf Kunstharzbasis wieder verwaschen und nur teilweise erkennbar.

- Die Ruinengrotte verzichtet wie die nahe Spiegelgrotte auf Wasserkünste. Die Grotte scheint dabei jeden Augenblick in sich zusammenzubrechen, Efeuranken aus Bronze, ursprünglich naturnah bemalt, dringen scheinbar in das Mauerwerk ein. Als Deckenfresko ist, illusionistisch hinter dem „bröckelnden“ Ziegelgewölbe angedeutet, ein Ausblick auf den Himmel zu sehen. Die Darstellung von Ruinen war in der Renaissance ein Rückgriff auf bekannte römische Baureste, aber auch spielerische Mahnung an die Vergänglichkeit der Dinge.

- In der Spiegelgrotte sind viele konvexe Spiegel in die vielfältigen Wandornamente eingefügt, die dadurch spielerisch die in der Zeit des Manierismus verbreiteten optischen Effekte weiterführen. In den Deckenfresken sind musizierende Figuren zu sehen.

- Die Vogelsanggrotte ist ebenfalls mit tropfsteinartigem Tuffstein ausgekleidet. Hier sind zwölf verschiedene Vogelstimmen (allgemeiner Vogelsang, Uhu, Eule, Wachtel, Kuckuck, Kuckuck, Ortolan, allgemeiner Vogelgesang, Nachtigall (?), Grünfink, Grünfink, allgemeiner Vogelsang) zu hören, die mittels einer wasserbetriebenen Walze und eines Blasebalges an zwölf verschiedenen Orten in der Grotte Töne durch hydraulische Künste hervorgebracht werden. Einst war in dieser Grotte auch ein mit Wasserkraft bewegter Drache zu sehen, heute drehen sich hier bemalte keramische Figuren (Drache, Delphin, Triton und Najade) im Wasser, bis sie wieder in ihrer winzigen Höhle verschwinden.

## Von der Neptungrotte zum Mechanischen Theater

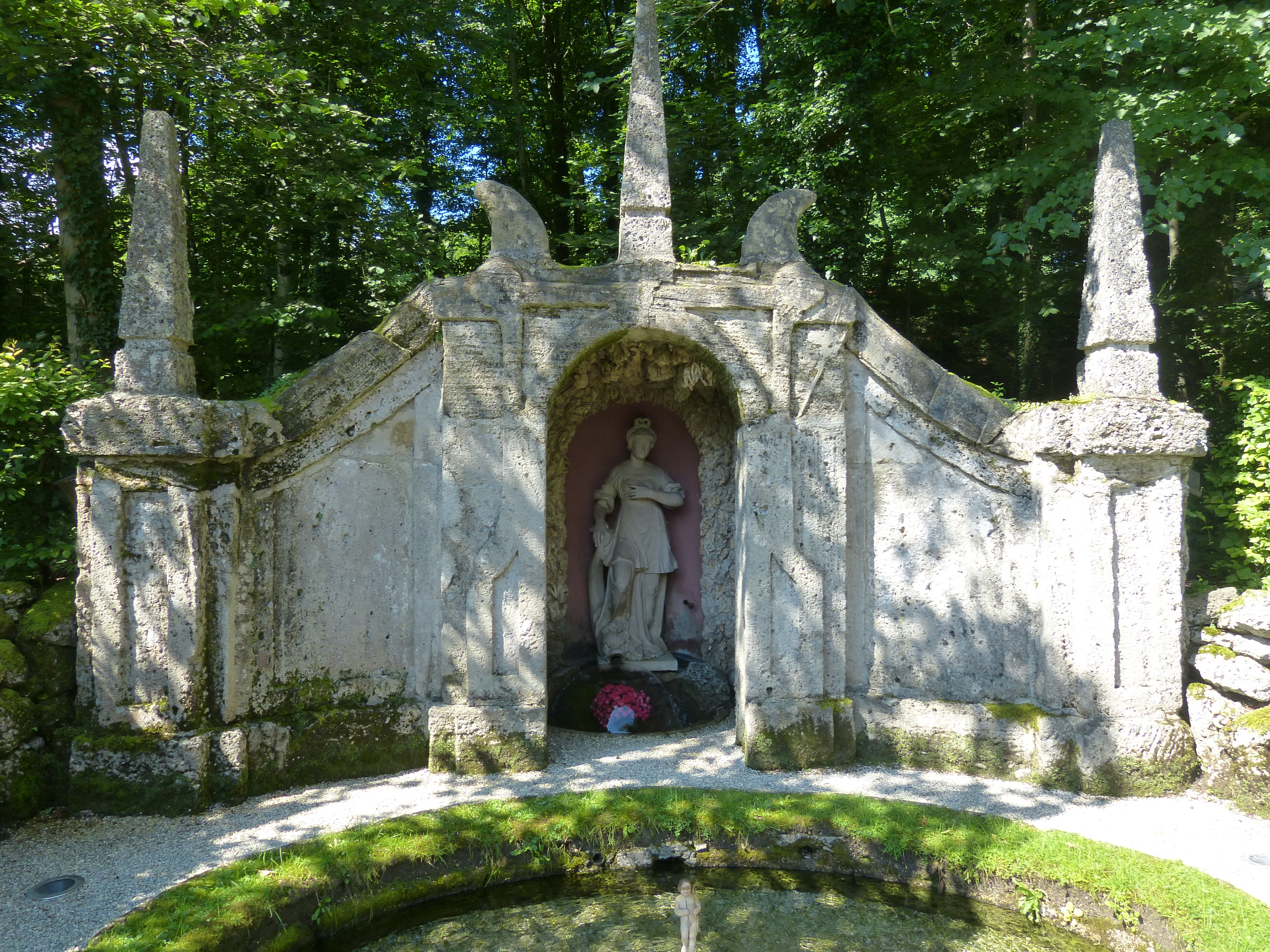
Die Venusgrotte

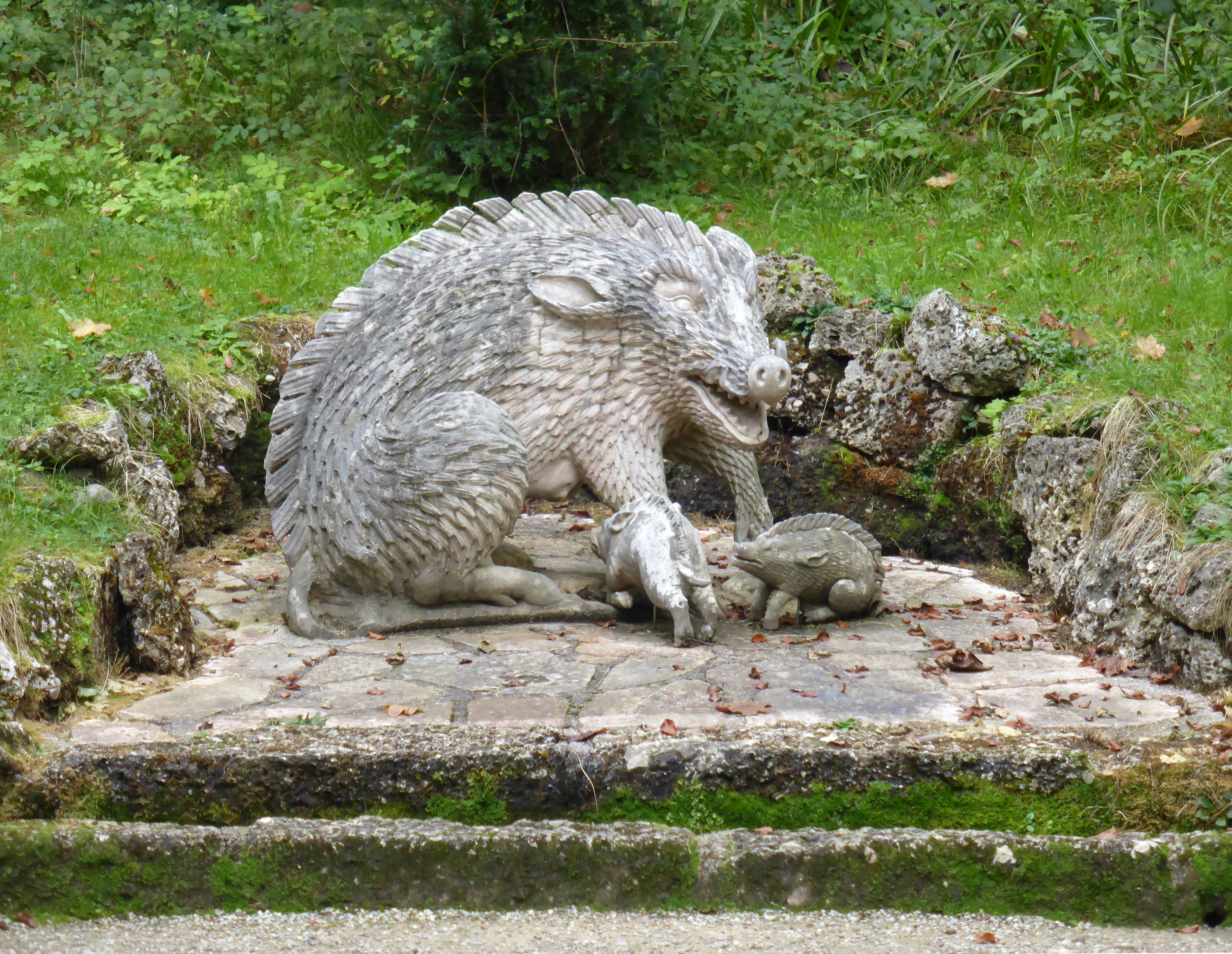
Die Wildschweinnische

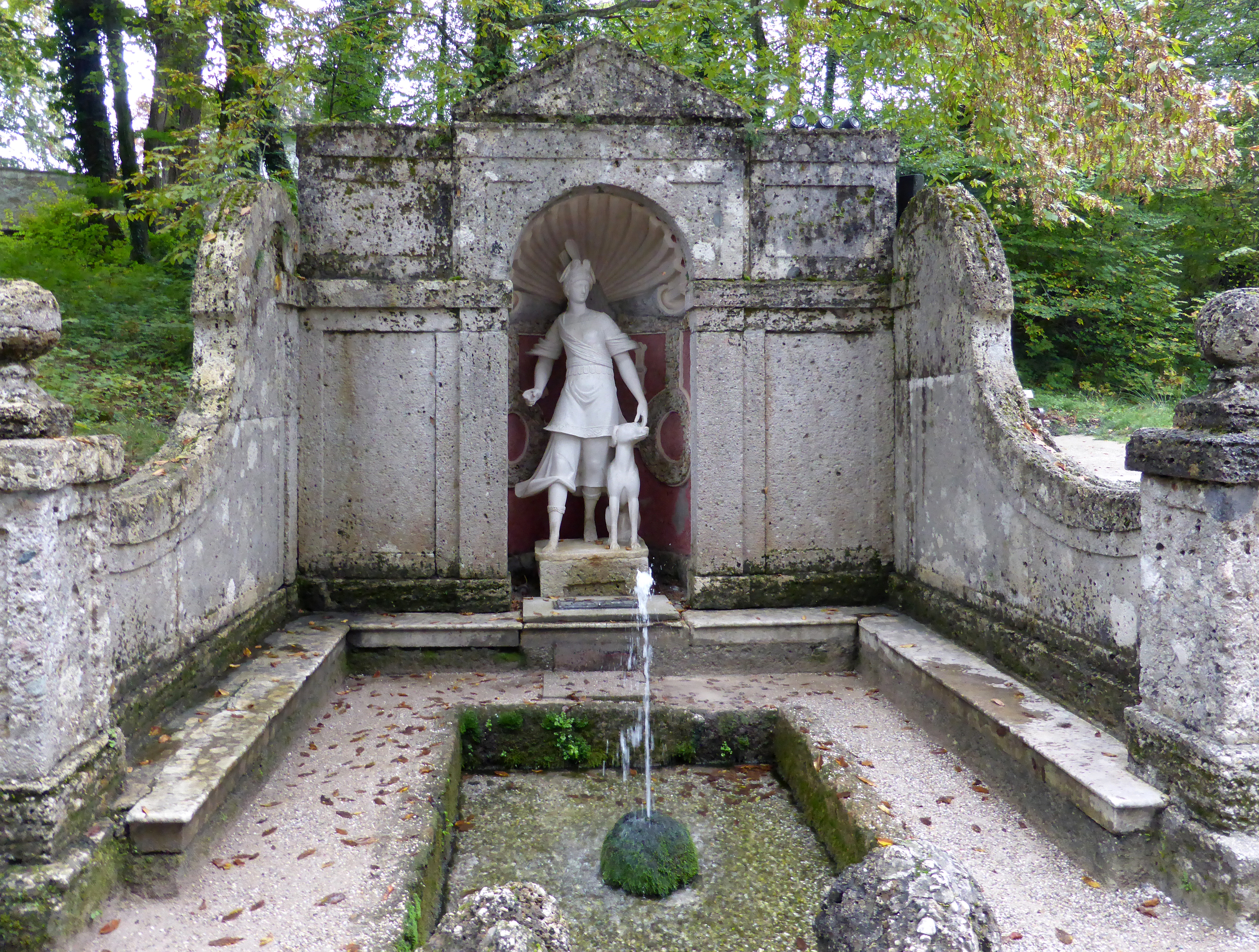
Der Dianabrunnen

Nach den Grotten im Schloss und der Venusgrotte folgen am Weg nach Süden fünf kleine Wasserautomaten, die jenseits des Baches verschiedene Szenen zeigen.
Die fünf kleinen Tuffsteingrotten stellen dar:
- Ein Hafnermeister (Töpfer) in seiner Werkstatt
- Perseus befreit Andromeda, indem er den Meeresdrachen besiegt,
- Ein Müllermeister in der Arbeitsstube,
- Apollo schindet den Marsyas (ursprünglich befand sich hier neben einer Eule eine trompetenspielende Fama)
- Ein Scherenschleifer bei der Arbeit.

Die Venusgrotte zeigt in einer obeliskengeschmückten, mit Tuff ausgekleideten Grotte eine Venusskulptur in antikem Gewand. Sie stützt sich mit der Hand an einen Delphin, dem ein Wasserbogen aus dem Mund schießt, der wiederum einen darunter befindlichen Blumenstrauß ganz umschließt. Vor der Grotte steht in einem kleinen Becken ein kleiner Amor (siehe nebenstehendes Bild). Direkt neben dem Weg begegnen sich zwei Schildkröten mit ihren scharfen Wasserstrahlen.
Dianastatue: Unweit des Merkurbrunnens steht auf einer hohen Säule heute eine Statue der Jagdgöttin Diana, die so gemeinsam mit dem fernen Schloss Goldenstein am anderen Ufer der Salzach die Achse des Schlossgartens Hellbrunn bildet. Die Statue nimmt damit heute Bezug auf den hinter dem kunstvollen Garten des Wasserparterres liegenden großen Jagdgarten. Auf dem Haupt der Göttin befindet sich eine Mondsichel.
Die Wildschweinnische zeigt ein kunstvoll gestaltetes und offensichtlich glückliches Mutterschwein (Bache) samt ihren zwei Frischlingen.
Die niedrige „Steinbock“-Grotte ist nicht nur innen, sondern auch an der Vorderseite mit Tuff ausgekleidet. Sie beherbergt einen wasserspeienden Meerbock mit Vorderflossen und Delphinschwanz mit einem Steinbockkopf. Das Wasser fließt hier in Rinnen über einen marmornen Boden, die ein Kettenornament nachbilden.
Dianabrunnen: Die Diana steht heute in einer Mauernische vor einem kleinen Wasserbecken, das von Flügelmauern umrahmt wird. Als Begleiter besitzt sie einen Jagdhund.

## Das Mechanische Theater

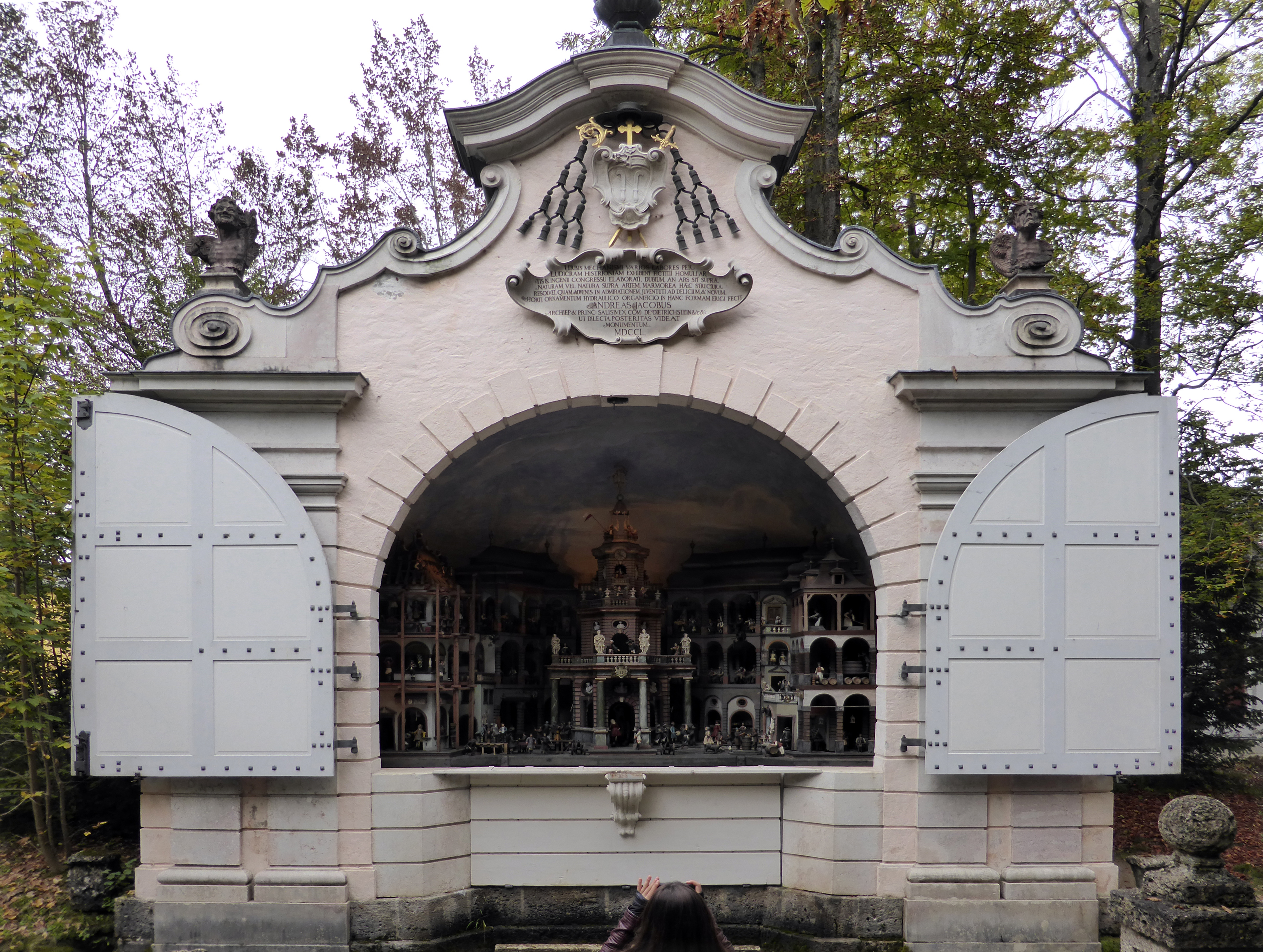
Das mechanische Theater

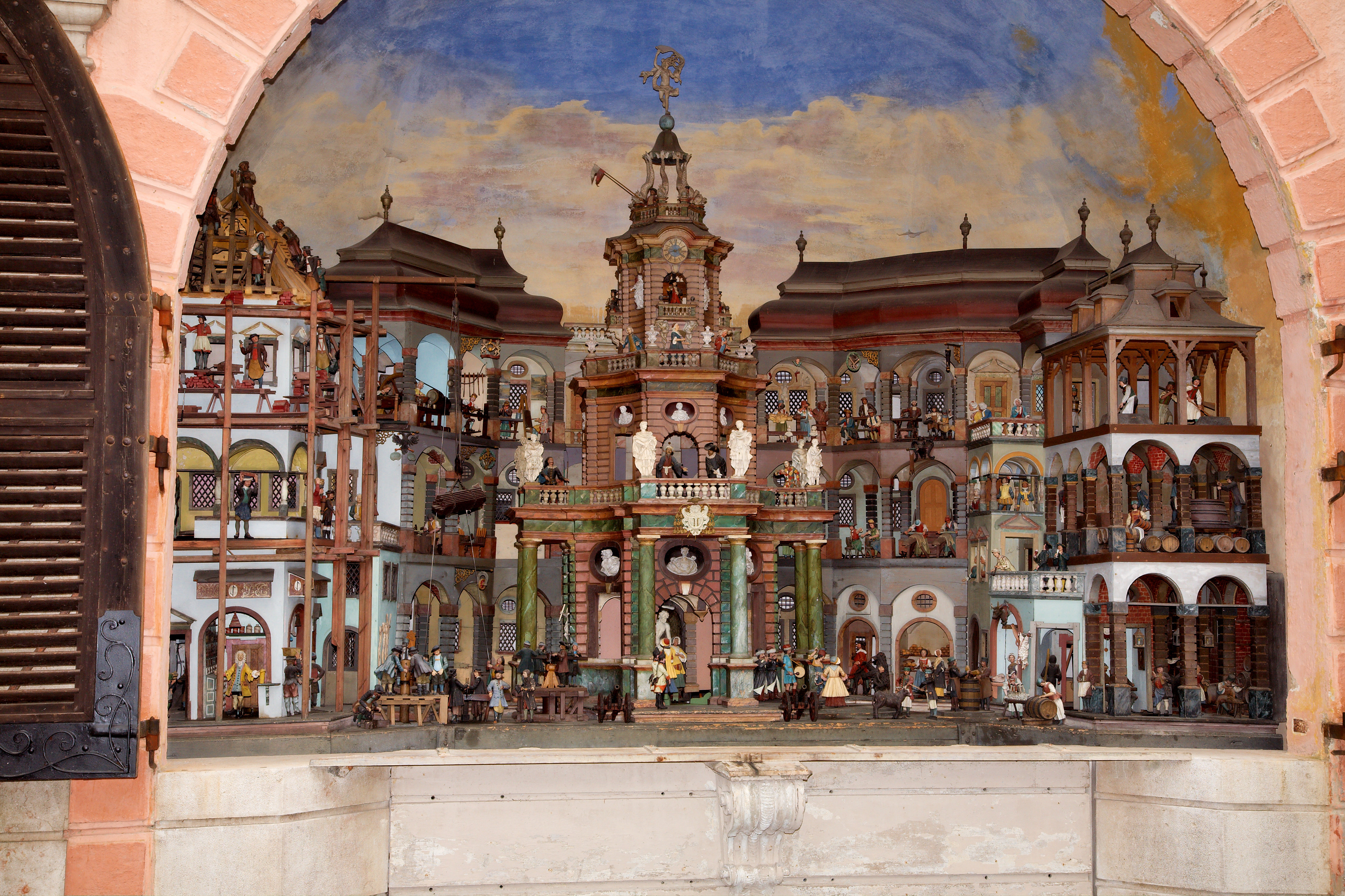
Gesamtansicht des Bühnenwerkes

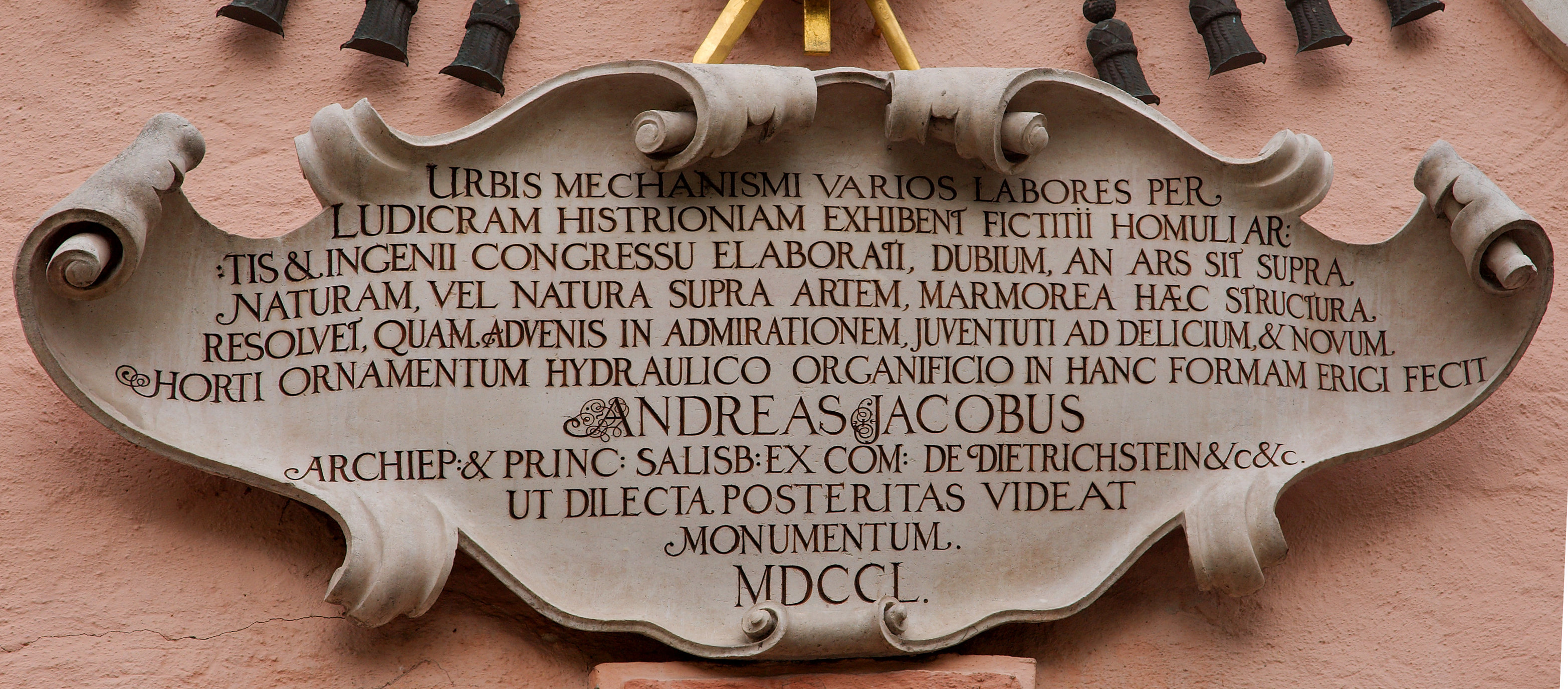
Inschrift

Den Auftrag, ein mechanisches Theater zu errichten, erteilte Erzbischof Andreas Jakob am 26. Oktober 1748. Die Planung lag sehr wahrscheinlich in den Händen von Anton Danreiter. An gleicher Stelle war vorher eine Schmiedegrotte gewesen, die Brunnenmeister Karl Wenzeisen errichtet hatte. Der „fürsterzbischöfliche Lustgarteninspektor“ Franz Anton Danreiter berichtete aber 1741, dass diese Grotte unbegehbar geworden wäre. An ihrer statt sollte Lorenz Rosenegger ab 1748 ein mechanisches Theater mit über 100 Spielfiguren und einem Horn[werk], das zehn Stücke hätte spielen können sollen, installieren. Die Errichtungskosten stiegen allerdings stark an, Rosenegger musste zuletzt unter militärischer Aufsicht weiterarbeiten und konnte das Werk erst am 28. Oktober 1752 fertigstellen. Zum Zeitpunkt der Inbetriebnahme des Werkes waren von den zehn vorgesehenen Tonspuren nur drei auf der Walze der Orgel gestiftet. Die Orgel hatte 140 Pfeifen (=35 Töne auf vier Registern) und konnte einerseits auf einem Manual bespielt werden, andererseits mit der Stiftwalze, deren drei Stücke Johann Ernst Eberlin gesetzt oder komponiert hatte. Sowohl Walze als auch die beiden Bälge wurden von einem Wasserrad angetrieben. Rochus Egedacher, den Rosenegger schon bei der Errichtung der Orgel beiziehen musste, überarbeitete 1770 das Werk, wobei er viele Pfeifen austauschte. Ludwig Mooser, der das Werk 1840 schon einmal hergerichtet hatte, entwarf 1850 einen Plan, die Walzen-Orgel umzubauen. Als er den Auftrag erhalten hatte, sanierte Mooser das Instrument nach seinen Vorstellungen und baute unter anderem eine neue Schleiflade mit 6 Registern ein (Copel 8′, Principal 4′, Flöte 4′, Quinte 2 2⁄3′, Octave 2′, Trompete 8′) außerdem veränderte er die Melodien auf der Walze. Am 8. August 1853 kollaudierten mehrere Männer seine Arbeit, unter ihnen Matthias Kracher (1795–1858), Alois Taux, Dr. Hillebrandt, Franz Jelinek (1818–1880), und Pater Peter Singer. Die Kollaudierungskommission bemerkte im Schlusssatz, „daß die geleistete Arbeit in technischer Beziehung […] solide und den zu stellenden künstlerischen Anforderungen entsprechend ausgeführt, befunden wurde“.
Im Laufe der darauffolgenden Zeit war die Orgel verändert und auch ramponiert worden, daher entschied die Schlossverwaltung im Jahre 2010, das Instrument auf den Zustand von 1853 rekonstruieren und restaurieren zu lassen, die Arbeiten führte Orgelbaumeister Wolfgang Bodem aus Leopoldsdorf bei Wien bis 2012 durch. Seither ist die Walzenorgel, die in den Sommermonaten täglich ca. 40-mal die Bewegungen des Mechanischen Theaters musikalisch untermalt, mit folgenden Melodien zu hören: „Alter Choral“, gesetzt von Eberlin, „Reich mir die Hand, mein Leben“ aus der Oper Don Giovanni von Mozart und das Handwerkerlied „Ohne Rast, angepackt“, aus der Oper Le maçon von Daniel-François-Esprit Auber.
Das mechanische Theater veranschaulicht das vielfältige Treiben einer Kleinstadt. 107 starre und 138 sich auf drehenden Scheiben fortbewegende Holzfiguren, die zudem Arme und Beine rühren, stellen so verschiedene Handwerksarbeiten dar, auf die auch die kunstvollen Zunftzeichen hinweisen. Vor den Stadthäusern musiziert eine kleine Blaskapelle, Soldaten marschieren im Gleichschritt auf und ab und Zirkusleute tanzen mit einem abgerichteten Bären. Alle diese Bewegungen der sehr fein gearbeiteten Figuren werden durch ein kunstvolles Holzräderwerk ausgeführt, das vom Wasser des Baches angetrieben wird. Die kleinen Plastiken wurden von den Bildhauern Bartholomäus Pföll, Josef Georg Frieß, Johann Georg Roß und Josef Strasser geschaffen.

## Die Mydasgrotte (Kronengrotte)

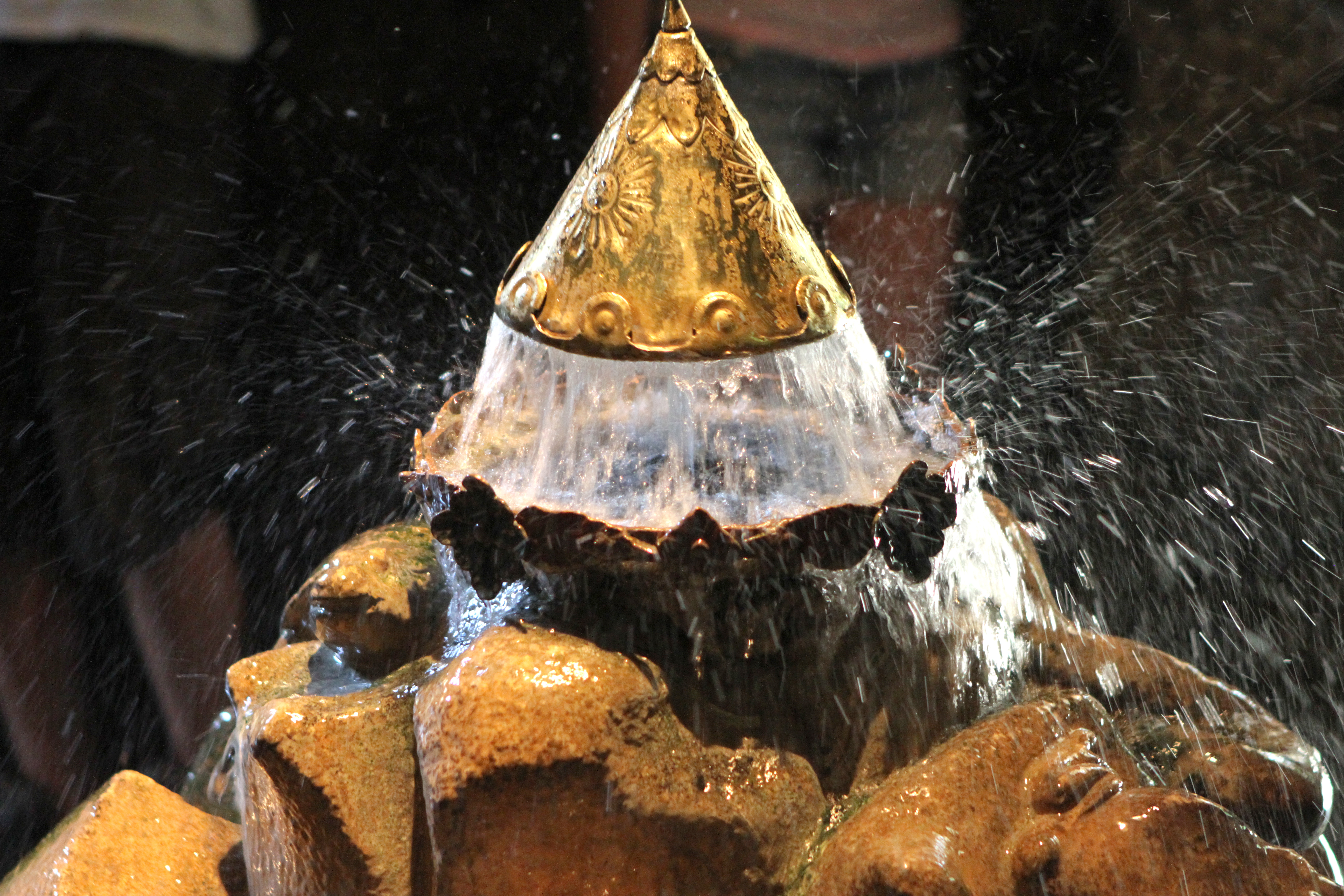
Wasserspiel in der Kronengrotte

Das größte pavillonartige Gebäude der Wasserspiele beherbergt die Mydas-Grotte. Außen ist der Bau durch vier Eckrisalite und pyramidengedeckte Ecktürmchen mit Statuennischen gestaltet, der Pavillon selbst ist mit einem Schindelwalmdach gedeckt. Vor dem Häuschen sind zahllose Röhrchen in den Boden eingelassen, die Wasser spalierartig in die Höhe spritzen können. Das Eingangstor, das in eine Tuffgrotte führt, ist ebenfalls mit Tuff gestaltet. Mittig besitzt der Raum einen mit Amphibien und Reptilien verzierten Marmorpodest, der heute als Basis eines Springbrunnens dient. Eine leichte Metallkrone kann dabei durch den Strahl des Springbrunnens höher oder weniger hoch emporgehoben werden. Ursprünglich befand sich die Krone auf einer antik römischen Löwenskulptur (einem Symbol des gekrönten Landes Salzburg), die aber 1816 nach Wien verbracht worden war und erst vor wenigen Jahren nach Hellbrunn zurückkehrte (jedoch noch nicht in die Kronengrotte). Hufeisenförmig gelangt der Besucher um den zentralen Kronenraum herum. Auch hier überwiegt Tuffstein als Gestaltungselement, in das rechteckige Wandfelder mit Würfelmuster und vielfarbigen Fayenceblättchen eingearbeitet sind. In der Mitte der nördlichen Wand stehen in einer Nische auf Konglomeratfelsen zwei überlebensgroße Statuen aus weißem Untersberger Marmor, einem dekorativen und festen Kalkstein, der südlich der Stadt abgebaut wurde und wird. Apollo, mit einer kurzen Tunika bekleidet, ist hier im Begriff, dem an einen Baum gefesselten Marsyas die Haut abzuziehen.

## Von der Mydasgrotte zur Brunnenstube

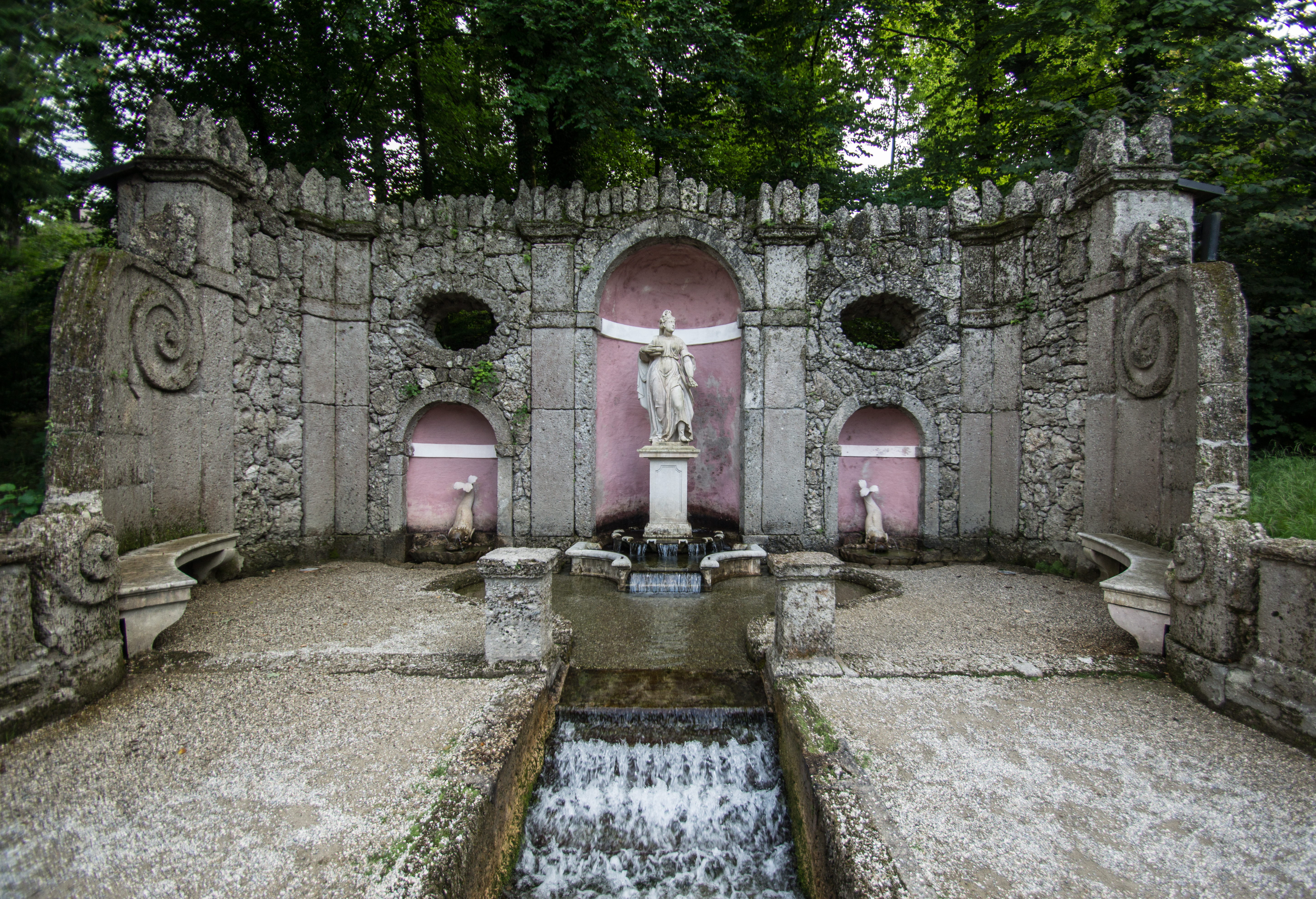
Der Eurydikebrunnen

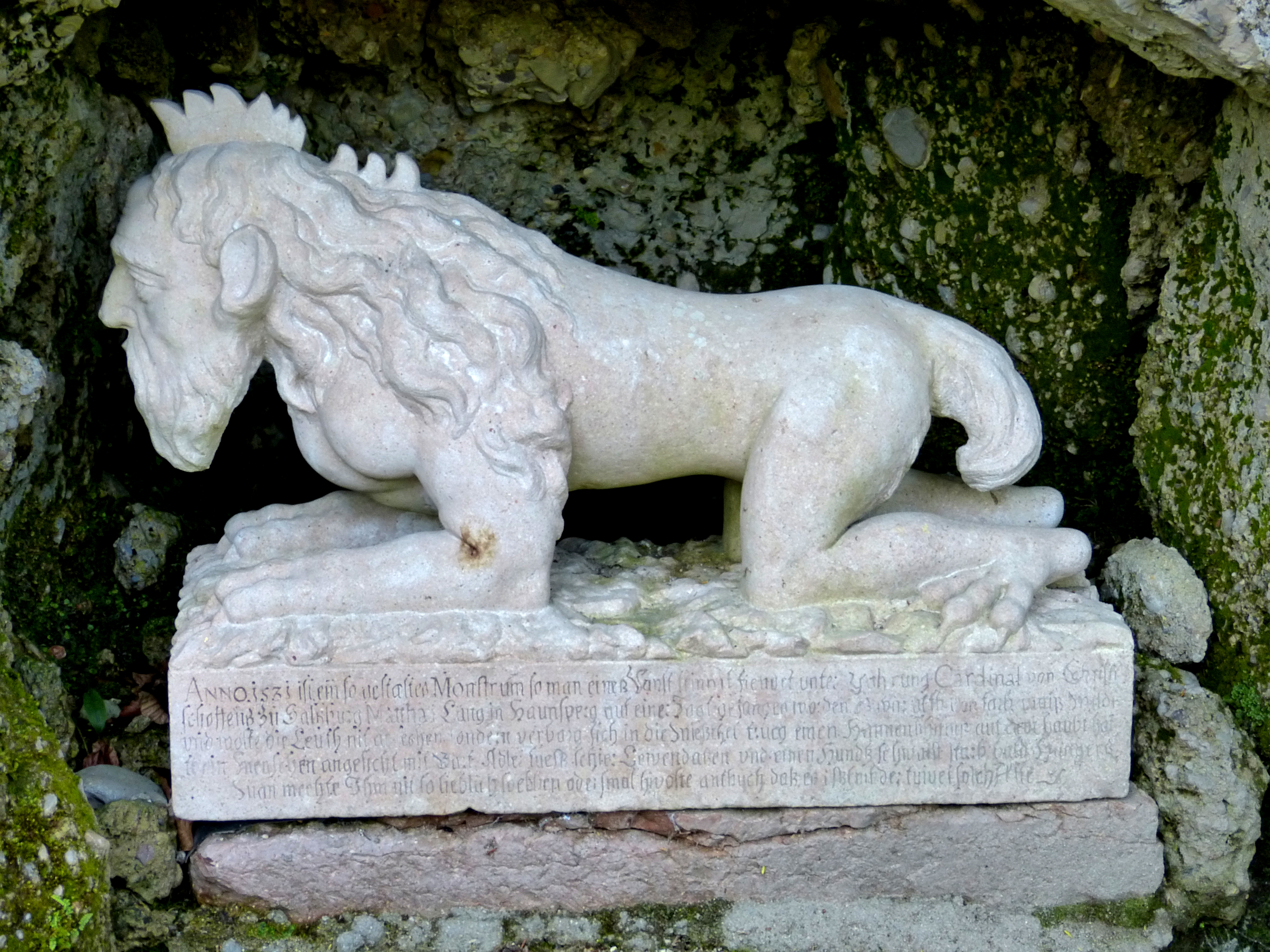
Der Forstteufel

- Die Statue der Minerva steht auf einem hohen Sockel und weist sich mit ihrem Helm, ihrem Speer und ihrem Schild (samt Gorgonenhaupt) aus.

- Der Merkurbrunnen befindet sich gleich daneben. Die weiße Marmorstatue besitzt typische Kennzeichnen des Gottes, den geflügelten Helm und die Flügel an den Füßen. Vor dem Brunnen befindet sich wasserspeiend eine kleine Darstellung eines Aktäons (Hirschmenschen) von sechs Hunden umgeben.

- Der Eurydikebrunnen wurde von Johann Ernst Graf Thun erst um 1700 errichtet. Zuvor befand sich hier ein viel zierlicherer Dianabrunnen. Der heutige Brunnen mit seinen breiten Flügelmauern beansprucht mehr Raum. Die Statue der Euridike selbst stand früher in der früheren Dianagrotte, die sich gegenüber dem heutigen mechanischen Theater befand.

- Die Grotte des Forstteufels: Eine Legende besagt, dass 1531 im Wald des Haunsberges ein Forstteufel, also ein Waldmensch gefangen wurde. Die Statue in den Wasserspielen lehnt sich dabei eng an die Vorlage des „Monstrums“ in Gesners „Thierbuch“ (1563) an und zeigt einen vierbeinig auf Knien und Ellbogen laufenden bärtigen Waldmenschen, der einen bärtigen Menschenkopf mit Hahnenkamm besitzt, sowie löwenartige Vorderfüße und einen buschigen Schwanz. Die Hinterfüße sind in der Art von Vogelfüßen gestaltet.

- Der Neptun-Brunnen: Die letzte Skulptur der heutigen Wasserspiele ist der Neptunbrunnen, der als Statue den Gott Neptun auf einem Delphin sitzend zeigt, die Hans Conrad Asper zugeschrieben wird. Vorne am Felsstück ist eine groteske Marmormaske angebracht, aus deren Mund Wasser läuft.

- Die Brunnenstube ist heute nicht mehr Teil der historischen Wasserspiel-Führungen. Sie ist ein achteckiges heute dachloses Bauwerk (das einst aber randlich überdacht war), welches fast zur Gänze ein Brunnenbecken umfasst. Im Inneren finden sich drei Wandnischen. Das Portal der Brunnstube besteht aus Konglomeratstein und besitzt einen waagrechten Abschluss. Im Inneren befindet sich auch die Statue einer sogenannten „Moosgöttin“, die je nach Interpretation des in der Hand getragenen Bündels als Rohrkolben oder als Getreide fallweise auch als Göttin Ceres gedeutet wird.

## Nicht mehr vorhandene oder veränderte Ausstattungselemente
Im Wartebereich vor den Wasserspielen ist rechts noch ein Teil der Ummauerung des Fasanengartens mit Resten der bemalten Figurennischen und das Fasanenhaus erhalten. In der Mitte des Fasanengartens stand auf einem Marmorpodest eine Dianastatue mit Hund, die sich heute in der Dianagrotte der Wasserspiele befindet. Neben dem Fasanenhaus, in dem auch Meerschweinchen untergebracht waren, befindet sich das Fasanenwärterhaus. Anschließend an den Fasanengarten befand sich das kleine Erlenwäldchen mit domestizierten Kranichen und dem Bach, der von exotischen Entenarten, Schwänen, Störchen, einem Löffelreiher und vielen Schildkröten bevölkert war. In diesem Teil stand auch das große Vogelhaus. Auch ein Steinadler hatte hier seinen Lebensraum.
Johann Stainhauser erwähnt in seinem zeitgenössischen Bericht beim sogenannten Fürstentisch im römischen Theater eine lange Tafel aus rotem Marmor und in der Mitte offenbar sprudelndes („aufgehundes“) Wasser zum Einstellen und Kühlen des Weines. Von den Wasserscherzen berichtet Stainhauser an dieser Stelle nichts. Im anschließenden Weiher, an dessen Rand die Figur eines Flussgottes lagert, waren Huchen eingesetzt. Auf einem Stich von Franz Anton Danreiter aus dem Jahr 1735 sind beim Fürstentisch die heutigen Wasserscherze, aber ohne die Wasserstrahlen aus den Sitzhockern, zu sehen.
Ein Spritzwerk vor der Orpheus-Grotte wird erstmals Mitte des 19. Jahrhunderts erwähnt, wurde aber Anfang des 20. Jahrhunderts wieder außer Betrieb genommen. Auf die gut erhaltene Orpheus-Grotte folgt die sogenannte Narrengruppe. Im leicht ansteigenden Hang wurden auf einem halbrunden Platz, auf dem ursprünglich an einem hohen grünen Geländer Weinreben rankten, die erhaltenen und teilweise ergänzten Originalfiguren Ende des vorigen Jahrhunderts wieder entsprechend der ursprünglichen Anordnung aufgestellt: Ein Narr in der Mitte, zwei kniende Narren mit zwei Hunden an den Seiten. Beim Knaben mit dem Balester weiter unten am Weiher fehlt ein Hund, die Figur selbst ist eine Kopie von der Mitte des vorigen Jahrhunderts. Auch andere Ende des 19. Jahrhunderts verstellte Figuren wurden in den 90er Jahren des vorigen Jahrhunderts wieder an den ursprünglichen Aufstellungsort zurückgebracht.
Die Meergöttin mit der Muschel in der linken Hand steht in einem ovalen, ursprünglich mit Seeforellen besetzten Becken.
Bei der Statue des Bacchus an der Nordseite des Schlosses befand sich im Bereich des Zuflusses des Hellbrunner Baches ein Hammerwerk, das nicht mehr vorhanden ist. Auch die fünf aufsteigenden Wasserquellen und ein halber Wasserspiegel in der Mitte sind an dieser Stelle sind nicht mehr vorhanden.
Der in den Hang gebaute Weinkeller wurde erst unter Erzbischof Guidobald Graf von Thum und Hohenstein im Jahr 1659 errichtet.
Zwischen den Löwen beim Sternweiher wurde eine Messingkugel durch eine kleine Wasserfontäne in der Höhe gehalten, wenn man diese hineinwarf. In der Mitte der sechs Schalen mit aufgehenden Wassern befand sich vor der Neptungrotte eine wasserspeiende, umlaufende Schildkröte, die nicht mehr vorhanden ist. Auf der Spitze eines der beiden künstlichen Schroffen im quadratischen Becken vor der Schlossfassade spritzte ein umlaufendes Meerfräulein Wasser aus ihren Brüsten, während auf dem anderen Berg ein ebenfalls umlaufender Triton mit einer Muschel einen seltsamen Ton erzeugte. Im Theater des Sternweihers waren 14 große Pomeranzen aufgestellt.
In der Neptun-Grotte waren 4.000–5.000 kleine Löcher in der Decke vorhanden, die einen feinen Regen ermöglichten, der bei Sonnenschein einen Regenbogen (Symbol der Iris als Götterbotin) erzeugte. Die Hirschköpfe, aus deren Geweihen die aus der Neptun-Grotte Flüchtenden mit Wasser bespritzt werden, wurden erst Ende des 18. Jahrhunderts angebracht und ersetzten zwei Hirsche aus Gips, die vor der Grotte standen.
In der Vogelsang-Grotte im Schlossparterre waren neben einem Kuckuck lediglich zwei weitere Vögel zu hören. In der Grottenmitte kam ein Drache aus dem Felsen hervor, trank aus einem Brunnen, kehrte um und verschwand wieder. Die Grotte war auch mit Drachen, Affen und Steinböcken ausgestattet und mit einer schönen Landschaft an den Wänden bemalt. Einige dieser Tiere befinden sich nun im Freien auf den links und rechts des Weihers vor der Neptungrotte angebrachten Tuffbergen. Diese sind auf alten Bildquellen noch nicht zu sehen sind, scheinen aber 1836 in den Abbildungen des Brunnenmeisters Benedikt Seitner auf. Die sogenannte Ruinengrotte mit der scheinbar einstürzenden Decke zeigt sich in einem wahrscheinlich erst im 18. Jahrhundert entstandenen Zustand. Mit dem Imitat einer römischen Ziegelmauer und den Wandmalereien ahmte sie ursprünglich eher einen antiken Wohnraum im Verfallszustand nach und entsprach damit mehr der Beschreibung von Domenico Gisberti.
Bei der Venusgrotte befanden sich Szenen mit wassergetriebenen Figuren, so etwa eine Hafnerwerkstatt. Rechts der Grotte war die Szene, wie Perseus Andromeda von dem Meerungeheuer befreit, gegenüber eine auf der Posaune blasende Fama mit einer rufenden Eule. Neben dem runden Wasserbecken vor der Grotte war auf der einen Seite eine Mühle auf der anderen ein Schleifer. Am unteren Ende des Beckens befanden sich zwei Schildkröten und zwei Schnecken, die zusammen zwölf Wasserstrahlen abgaben. Folgt man der zeitgenössischen Beschreibung Stainhausers, so stimmt die heutige Anordnung der Automaten nicht mit der ursprünglichen Lage überein, was in der Forschung bislang keinen Niederschlag gefunden hat.
Die Venusgrotte wurde in einem Inventar des 19. Jahrhunderts „Mohrenkopfgrotte“ genannt, weil sich im Wasserbecken der Kopf eines Mohren befand; jetzt ist dort ein kleiner Cupido angebracht. In der Entstehungszeit zeigte die Beckenmitte lediglich einen erhabenen Wasserspiegel.
Gleich darauf steht die Diana mit Mondsichel im Haar. Der frühere Bogen in der linken Hand der Jagdgöttin ist nicht erhalten.
Die heute nach dem dort eingefügten Steinbock bezeichnete Grotte war ursprünglich eine Drachengrotte, in ihr befand sich ein wasserspeiender Drache. Davor bildete ein aufspringendes Wasser ein Gebilde, das Glas nachahmte („artlich formiertes Glas“). Der Drachentorso wurde im 20. Jahrhundert von der Stadt Salzburg zum Dank an Bernhard Baumgartner verschenkt und in dessen Garten in der Alexander-Girardi-Straße 38 aufgestellt.
Im Dianabrunnen steht heute die ursprünglich im Fasanengarten aufgestellte Diana mit dem Hund. Dieser Brunnen war ursprünglich der Eurydike-Brunnen, ehe Erzbischof Johann Ernst Graf  von Thun und Hohenstein die Eurydike in den neu gestalteten großen Eurydike-Brunnen versetzen ließ, der heute noch besteht.
Eine von Stainhauser noch nicht erwähnte Schmiedgrotte mit mehreren Figuren war bereits in der ersten Hälfte des 18. Jahrhunderts so schadhaft, dass sie ab 1748 unter Erzbischof Andreas Jacobus von Dietrichstein durch das Mechanische Theater ersetzt wurde. Es wurde ein auf die Zuschauer zielendes Spritzwerk eingerichtet.
Die abgekommene ursprüngliche Steinbockgrotte befand sich beim Standbild der Minerva und beherbergte den wasserspeienden Steinbock.
1836 wird von Brunnenmeister Benedikt Seitner in der Grotte des Abgotts erstmals eine Krone erwähnt, die vom Wasserstrahl in der Mitte emporgehoben wird. Diese befand sich auf einem Pyramidenstumpf samt einer Markus Sittikus erwähnenden Inschrift, der wiederum auf einem Steinhügel mit Schlangen stand. In den 20er Jahren des vorigen Jahrhunderts wurde der Pyramidenstumpf entfernt und der Steinhügel auf einen optisch angeglichenen Unterbau gestellt. In der Kronengrotte befand sich ursprünglich ein antiker Löwentischfuß mit koptischen und anderen noch nicht entschlüsselten Zeichen, der 1613 im Park von Schloss Rif aufgefunden und 1619 nach Hellbrunn gebracht wurde. Der Löwe wurde 1806 nach Wien verbracht und befindet sich im Bestand des Kunsthistorischen Museums. Eine Kopie steht im nicht öffentlich zugänglichen Raum neben der Vogelsang-Grotte, der das Orgel- und Pfeifenwerk beherbergt. Die farbigen Kacheln in dieser Grotte sind weitgehend ergänzt. Das die Besucher benetzende Spritzwerk wird schon von Stainhauser erwähnt.
Im Anschluss an die Grotte des Abgotts befand sich ein abgekommener kleeblattförmiger Weiher mit drei runden Ausbuchtungen. In den Ausbuchtungen des Weihers stand jeweils ein Triton, wobei der vorderste Wasser ausspie. Dieser Weiher wurde schon in der Zeit Franz Anton Danreiters zugeschüttet.
Beim Merkurbrunnen befanden sich im Becken sechs wasserspritzende Frösche, in der Mitte ein aufspringendes Wasser und beim Abfluss über fünf Stufen vier Nattern, die kreuzweise Wasser verspritzten. Die heute dort aufgestellte Gruppe von Aktaion mit den Hunden mit einem Spiel feiner Wasserstrahlen muss in ähnlicher Form schon um 1660 in Hellbrunn vorhanden gewesen sein. Der Merkur wird ohne den ursprünglich wohl vorhandenen Heroldstab präsentiert.
An der Stelle des heutigen Eurydike-Brunnens stand der wesentlich zierlichere Dianabrunnen. Die dort aufgestellte Statue der Diana mit dem Vogel ist heute im Bereich des englischen Gartens beim ehemaligen Karpfenweiher aufgestellt. Der im vorigen Jahrhundert noch vorhandene Vogel in der Hand der Diana fehlt heute. Vor der Statue war ein eingefasstes Wasserbecken, in dem fünf unterschiedliche Wasserstrahlen aufsprangen.
Der Eurydike-Brunnen wurde von Erzbischof Johann Ernst um 1700 vollständig neu errichtet und die Eurydike (später als Kleopatra missverstanden) hierher transferiert. Außer den beiden Löwen mit Wappen dürften auch die beiden Einhörner, die sich heute beim großen Weiher im Gartenparterre befinden, auf den leeren Podesten im neuen Eurydike-Brunnen aufgestellt gewesen sein. Das Einhorn ist das Wappentier Johann Ernsts.
Die Grotte des Forstteufels wurde erst um 1700 von Erzbischof Johann Ernst errichtet und mit einem Spritzwerk ausgestattet. An der Stelle befand sich zuvor die abgekommene Grotte der sitzenden Amphitrite. Damit lagen die Grotte der Meeresgöttin und die darauf folgende Grotte ihres Gemahls Neptun nebeneinander. Der Grotte der Amphitrite waren mehrere Wasserstaffel mit aufsteigenden Wassern, zuunterst mit einem höheren und vier kleineren, vorgelagert. Beim Neptun-Brunnen sind die beiden aufsteigenden Wasser nicht mehr vorhanden. Ebenso fehlen die vier Marmorbänke, die sich beim Weg zur Brunnenstube befunden haben.
Bereits außerhalb der heutigen Wasserspiele liegt die oktogonale Brunnenstube, in der früher Saiblinge gezüchtet wurden und welche heute wieder die ursprünglich hier aufgestellte Figur einer Wassergöttin (später auch als „Moosgöttin“ oder Ceres bezeichnet) beherbergt. Die Brunnenstube war mit fünf Landschaftsdarstellungen samt Fischweihern bemalt. Das beim folgenden ehemaligen Reinanken-Weiher vorhandene, kleine oktogonale Gebäude war ebenfalls ausgemalt; bei Regen konnten die Fische im Haus gefüttert werden. Es wurde aber bereits von Erzbischof Hieronymus Graf von Colloredo abgerissen. Heute ist an dieser Stelle nur mehr die Göttin Flora mit einem Füllhorn vorhanden, die in dem Gebäude aufgestellt war.
Die Elemente des italienischen Gartens neben den Wasserspielen sind weitgehend verändert. Im Bereich der beiden Obelisken waren türkische Erdbeeren angepflanzt, danach folgten in Richtung des großen Weihers zwei Irrgärten. Von der heutigen Orangerie kommend gelangte man in den Obstgarten und in den Rosengarten, der an einen der Irrgärten grenzte. Rund um den großen Weiher, der mit Nerflingen besetzt war, waren in vier Feldern exotische Blumen, fremdländische Gewächse und italienische Fruchtbäume angepflanzt. In der Mitte des großen Weihers, die über rot bemalte Brücken erreicht wurde, befand sich ein künstlicher Berg, auf dem ein kleines Lusthaus stand. Den Berg erstieg man über zwei gegenüberliegende zweimal abgesetzte Stiegen mit insgesamt 29 Stufen. An den Absätzen konnte man den Berg jeweils umrunden. Zwischen den beiden Stiegenaufgängen befanden sich im unteren Absatz zwei Altane mit Stollen, in denen sich jeweils Grotten mit Sitzbänken und steinernen Zwergen befanden, die aus einer Muschel Wasser in eine Marmorschale spien. Der Lustgarten um den Berg war in vier Dreiecke geteilt, in denen ein aus Buchsbaum gemachter Adler, das Wappen des Fürsterzbischofs und das des Domkapitels sowie eine Sonnenuhr angebracht waren. Spiegelbildlich zum Reinanken-Weiher mit zwei kleineren vorgelagerten Beeten mit exotischen Blumen, Gewächsen und italienischen Fruchtbäumen war auf der anderen Seite des italienischen Gartens der Karpfenweiher ebenfalls mit zwei vorgelagerten Beeten angeordnet. Der gesamte Garten war ursprünglich von einer bemalten Mauer umgeben und abgeschlossen.
Außerhalb des italienischen Gartens befanden sich noch der Küchengarten, die Feigenhäuser im Bereich der heutigen Orangerie, ein Tummelplatz zum Abrichten der Pferde sowie eine Ringelrennstatt und Schießhütten. Das Schmiedeeisentor am Beginn der Zufahrt zum Schloss stammt aus Schönbrunn und kam erst 1880 hierher. Bei den Stallungen entlang des Zufahrtswegs zum Schloss gab es auf beiden Seiten gegenüberliegend Maskenbrunnen, die nicht mehr vorhanden sind. In diesem Bereich gab es 1660 einen Brand, danach entstanden auch die abgerundeten Gebäude am Beginn des Schlosshofes, in denen heute unter anderem die Kassa für die Wasserspiele untergebracht ist. Im Schlosshof befand sich im nördlichen, rechten Seitentrakt die Hofkapelle, welche Mitte des vorigen Jahrhunderts in den Bereich der ehemaligen Herrentafelstube im gegenüberliegenden Seitentrakt verlegt wurde, um Platz für ein Restaurant zu schaffen. Am ursprünglichen Kapellenstandort ist auf der Attika des Gebäudes noch eine Sonnenuhr zu sehen, hinter der Attika befindet sich eine Glocke aus der Entstehungszeit. Das originale Mobiliar ist weitgehend verloren, dies gilt auch für die in den Räumen angebrachten Ledertapeten.
Hinter dem Monatsschlösschen (auch Waldems genannt) war ein Renn- und Ringelplatz mit zwei Säulen angelegt. Eine in zwei Teile zerbrochene Säule ist im englischen Garten aufgestellt. Dieser wurde um 1790 von Erzbischof Hieronymus Colloredo angelegt, wobei ein Teil der Mauer des bislang abgeschlossenen Lustgartens abgebrochen wurde. Die Fichtenallee vom großen Weiher mit Blickrichtung zum Schloss Goldenstein wurde wohl um 1730 bei der Umgestaltung des Gartenparterres in einen kurzlebigen französischen Barockgarten angelegt.
Das Lustschloss Belvedere lag im heute zum Zoogelände gehörenden hinteren Teil des Hellbrunner Parks. Das Schlösschen befand sich auf einer Anhöhe hinter dem aktuellen Löwenkäfig im Zoo an der Gartenmauer mit Blickrichtung auf die Salzach. Von dem Gebäude ist kaum mehr etwas übrig. Von der angrenzenden weitläufigen künstlichen Wildnis mit Einsiedlerbehausungen samt lebensgroßen Einsiedlerfiguren aus Terrakotta, Kreuzweg und sieben gemauerten Kapellen mit der Franziskus-Kapelle als der wichtigsten sowie einer vom Anifer Alterbach umflossenen Insel mit Kaninchenhaus ist nichts mehr vorhanden. Papst Paul V. hatte für den Besuch der Kapellen seinerzeit einen Ablass gewährt.